# Bunuri mobile din domeniul etnografie clasate în patrimoniul cultural național al României aflate în județul Maramureș
Acestă listă conține bunurile mobile din domeniul etnografie clasate în Patrimoniul cultural național al României aflate la momentul clasării în județul Maramureș.

## Tezaur
| Foto | Informații generale                      | Detalii tehnice | Descriere | Deținător                                                     | Legături |
| ---- | ---------------------------------------- | --- | --- | ------------------------------------------------------------- | -------- |
|      | Ancadrament                              | Datare: 2/4 secolul al XVIII-lea Descoperit: jud. Maramureș, com. Bogdan Vodă, Bogdan Vodă Dimensiuni: lățime canat - 30 cm Material: lemn de stejar; cioplit cu securea, încrestat, sculptat cu dalta, finisat cu barda; îmbinat                                                                                              | Ancadramentul este alcătuit în trei părți: una așezată orizontal și două vertical. Partea de sus, așezată pe orizontală face legătura între celelalte două, îmbinându-le prin îmbucare și fixate cu ajutorul cuielor din lemn. Motivul funiei străbate mijlocul ancadramentului (funia este continuă pe cele trei părți). Funia este flancată la ambele margini de două linii în zig-zag, care se întretaie. Cele două părți așezate vertical au la partea de jos câte o rozetă solară. Colorit: culoarea naturală a lemnului | Muzeul Maramureșului, Sighetu Marmației                       | Cimec    |
|      | Poartă - stâlp                           | Datare: 1912 Descoperit: jud. Maramureș, com. Giulești, Giulești Material: lemn de stejar; cioplit; sculptat; încrestat; scobit bardă, secure, daltă | Stâlpul are formă dreptunghiulară. Partea de sus a acestuia se îmbucă în pragul porții, iar partea de jos, baza, se îngroapă în pământ. Ornamentul este dispus central pe toată lungimea stâlpului. Este vorba de bradul puternic stilizat și conul de brad printre ramuri. Ornamentul este realizat în relief prin scobire. Colorit: culoarea naturală a lemnului. | Muzeul Maramureșului, Sighetu Marmației                       | Cimec    |
|      | Stâlp                                    | Datare: 1875 Descoperit: jud. Maramureș, com. Călinești, Călinești Material: lemn de stejar; cioplit și fasonat cu barda, securea, dalta; scobit, dăltuit, încrestat | Stâlpul este ornamentat pe toată lungimea lui. Ornamentul constă în motivul funiei răsucite puternic reliefată din fondul stâlpului, înfățișată ca un ax vertical. La mijlocul stâlpului funia este dipusă pe lățime în formă de X. De-o parte și de alta a axului vertical, pe toată lungimea acestuia sunt grupate câte două rozete (soarele în mișcare), în total 10 rozete. Jos, la baza stâlpului, funia este întreruptă și apare câte o cruce, ușor reliefată, de-o parte și de alta a acestuia. Colorit: culoarea naturală a lemnului. | Muzeul Maramureșului, Sighetu Marmației                       | Cimec    |
|      | Stâlp de la podul morii                  | Datare: 4/4 secolul al XIX-lea Descoperit: jud. Maramureș, com. Sighetu Marmației, Sighetu Marmației Material: lemn; sculptat, cioplit cu securea, finisat cu barda | Este o componentă a scării de acces la podul morii, de unde se toarnă cerealele în coșul morii. Stâlpul este ultimul din succesiunea celor care susțin mâna curentă a scării în așa fel încât, când omul cu sacul în spate ajunge pe ultima treaptă, este obligat să se prindă cu mâna de aceste stâlp pentru a accede în podul morii. În mentalitatea tradițională prin atingerea cu mâna a finalității stâlpului care este sub forma unui cap de om, se produce efectul de descărcare de spiritele răului și implicit de încărcare cu forțele benefice. Piesă sculptată în ronde-bose pune în evidență o figură antropomorfă stilizată de o realizare artistică excepțională. Lucrată în registre similare cu cele de la stâlpii de casă. Colorit: culoarea naturală a lemnului. | Muzeul Maramureșului, Sighetu Marmației                       | Cimec    |
|      | Poartă Autor: Sacalâș a Ioanii, Gheorghe | Datare: 1907 Descoperit: jud. Maramureș, com. Vadu Izei, Vadu Izei Dimensiuni: g - 20 cm Material: lemn de gorun, cioplit cu securea, finisat cu barda, sculptat cu dalta | Poartă pe trei stâlpi, tipică zonei Maramureș. Stâlpii sunt legați cu o grindă în partea superioară (călăreți) cu două aripi și ușița de intrare laterală. Deasupra ușiței fundătură traforată cu motive stelare. Stâlpii sunt legați de călăreți cu chituși, idem la portiță. Fețele stâlpilor sunt ornamentate - sculptură în relief - cu motive specifice zonei Mara - Cosău și Iza Inferioară: pomul vieții, colaci - crucea înscrisă în cerc, dintele de lup etc. Colorit: culoarea naturală a lemnului. | Muzeul Maramureșului, Sighetu Marmației                       | Cimec    |
|      | Sfântul Ioan                             | Datare: 2/4 secolul al XVIII-lea Descoperit: jud. Maramureș, com. Vișeul de Jos, Vișeul de Jos Material: lemn de frasin; sculptat, cioplit în 4 muchii, dalta, finisat cu barda | Sculptură antropomorfă în lemn, ronde bose, reprezentându-l pe Sf. Ioan. Este componentă a unei răstigniri, „cruce de hotar”, „rugă” sau troiță. Este specifică zonelor de influență catolică, regăsindu-se sub raport artistic în goticul târziu central european. Reprezintă integral pe Sf. Ioan, cu mâna dreaptă își sprijină tâmpla, iar sub brațul stâng ține o carte deschisă. Capul ușor aplecat în față, are un păr bogat, nasul drept, volumele bine organizate. Colorit: culoarea naturală a lemnului. | Muzeul Maramureșului, Sighetu Marmației                       | Cimec    |
|      | Încuietoare                              | Datare: 1869 Descoperit: jud. Maramureș, com. Rona de Sus, Rona de Sus Dimensiuni: ușor: L - 206 cm; l - 32 cm Material: lemn de frasin; cioplit cu barda și securea, incizat, asamblat cu cuie din lemn | Zăvorul este un element separat al construcției de formă rectangulară, aplicat pe ușorul ușii (o latură a ancadramentului) cu patru cuie din lemn. În spațiul dintre ușor și zăvor se află mecanismul care cuprinde dinții și cheia, care printr-o mișcare închide și deschide ușa. Apar motive astrale: două rozete solare. Colorit: culoarea naturală a lemnului. | Muzeul Maramureșului, Sighetu Marmației                       | Cimec    |
|      | Portiță                                  | Datare: 1790 Descoperit: jud. Maramureș, com. Ocna Șugatag, Breb Dimensiuni: g - 0.18 cm Material: lemn de stejar; cioplit cu securea și barda, scobit cu dalta, îmbinat în pană și uluc | Portiță pe doi stâlpi la intrarea în cimitirul din Breb. Lucrată în tehnicile tradiționale, înscriindu-se în stilul porților maramureșene. Portița se închide cu o ușiță din scândură, acoperită cu draniță. Stâlpii sunt ornamentați în motivele locale - de la bază se pornește cu o rozetă solară, funia și linia în zig-zag. Pe pargul de sus este sculptat simbolul creștin, crucea, înscrisă într-un semicerc. Tot aici este gravată adânc inscripția și datarea care se dă de la facerea lumii și de la Hristos. Inscripția este în chirilica veche. Asamblarea stâlpilor s-a făcut cu cuie de lemn. Colorit: culoarea naturală a lemnului. | Muzeul Maramureșului, Sighetu Marmației                       | Cimec    |
|      | Meștergrindă                             | Datare: 1700 Descoperit: jud. Maramureș, com. Călinești, Cornești Dimensiuni: g - 17 cm Material: lemn de stejar; cioplit cu securea și barda, scobit cu dalta, îmbinat în pană și uluc | Grinda provine de la o casă tradițională de pe Valea Cosăului tipică secolului al XVII-lea. Datarea s-a făcut pe baza datei certe înscrisă în cirilică pe ancadramentul de ușă al casei de unde provine. Casa a avut planul: cămară, tindă, încăpere. Trei fețe ale grinzii sunt ornamentate în stilul local. Fața principală este dominată de însemne solare în diferite variante. Colorit: culoarea naturală a lemnului. | Muzeul Maramureșului, Sighetu Marmației                       | Cimec    |
|      | Ancadrament                              | Datare: 4/4 secolul al XVIII-lea Descoperit: jud. Maramureș, com. Bârsana, Nănești Material: lemn de stejar; cioplit cu barda și securea, încizat | Ornamentat cu motive geometrice romboidale realizate într-un șir continuu pe elemente ale ferestrei (pe partea de sus și cele laterale). Spre exterior un rând de dinți de fierăstrău. Spre bază ornamentul scobit cu dalta capătă forma unei biserici. Colorit: culoarea naturală a lemnului. | Muzeul Maramureșului, Sighetu Marmației                       | Cimec    |
|      | Ancadrament                              | Datare: 4/4 secolul al XVIII-lea Descoperit: jud. Maramureș, com. Bârsana, Nănești Material: lemn de stejar; cioplit cu barda și securea, încizat | Ornamentat cu motive geometrice romboidale realizate într-un șir continuu pe elemente ale ferestrei (pe partea de sus și cele laterale). Spre exterior un rând de dinți de fierăstrău. Spre bază ornamentul scobit cu dalta capătă forma unei biserici. Colorit: culoarea naturală a lemnului. | Muzeul Maramureșului, Sighetu Marmației                       | Cimec    |
|      | Stâlp                                    | Datare: 3/4 secolul al XIX-lea Descoperit: jud. Maramureș, com. Rozavlea, Șieu Material: lemn de stejar; cioplit și fasonat cu barda, securea, dalta; scobit, dăltuit, încrestat | Stâlpul, de formă dreptunghiulară, este ornamentat pe toată lungimea lui. Ornamentul sculptat în relief constă în: frânghia răsucită în relief, care pornește de la bază, flancată de o parte și de alta de dinții de fierăstrău până la mijlocul stâlpului. De aici, ornamentul se continuă cu tulpina unui pom puternic ramificat, pe care este sculptat un cocoș. Colorit: culoarea naturală a lemnului. | Muzeul Maramureșului, Sighetu Marmației                       | Cimec    |
|      | Soborul apostolilor                      | Datare: 1772 Descoperit: jud. Maramureș, com. Borșa, Borșa Material: lemn, gips, câlți, culori tempera, tempera pe lemn, pictat cu pensula | De o parte și de alta a unei biserici a cărei siluetă evocă construcțiile de lemn din Maramureș sunt reprezentați în picioare apostolii Petru și Pavel, urmați de ceilalți ale căror chipuri sunt redate doar fragmentar. Sf. Pavel are în mâna stângă un toiag, iar Sf. Petru face gestul binecuvântării cu mâna stângă. Scena se detașează pe un fond incizat cu frunze de stejar șerpuind astfel încât încadrează biserica. Fondul așternut pe un strat fin de preparație de ștuc este aurit și patinat. Draperiile veșmintelor sunt conturate în albastrul cerului și cărămiziu având o transparență deosebită. Modelarea este realizată cu o linie puternică în sepia sau în negru, urmată de o alta subțire, albă. Fețele, mâinile și picioarele sunt colorate în alb trandafiriu cu unele accente, ton pe ton, marcând pomeții și gura. Linia nasului și pleoapele, marcate de o linie albă. Întreaga pictură este conturată în brun sau alb. Colorit: roșu, albastru, alb, galben și auriu. | Muzeul Maramureșului, Sighetu Marmației                       | Cimec    |
|      | Sfântul Gheorghe                         | Datare: 2/4 secolul al XVIII-lea Descoperit: jud. Maramureș, com. Călinești, Călinești Material: lemn, gips, câlți, culori tempera, tempera pe lemn, pictat cu pensula | Sfântul Gheorghe pe un cal alb, puternic conturat cu sepia, valtrapul roșu-portocaliu. Poartă cizme înalte până la genunchi, pantaloni strâmți, o mantie de culoare închisă (bordo) peste care are o tunică. Hlamida de culoare roșie-portocalie îi flutură pe umeri. În stânga un castel în care sunt împăratul și împărăteasa, jos fata cu fustă roșie, o scurteică albastră și șorț alb. În colțul din dreapta compoziției mâna lui Dumnezeu din nouri. Pe ramă vreji pictați în alb. Colorit: roșu, alb, albastru și galben. | Muzeul Maramureșului, Sighetu Marmației                       | Cimec    |
|      | Iisus Învățător                          | Datare: 1/4 secolul al XVIII-lea Descoperit: jud. Maramureș, com. Bârsana, Oncești Material: lemn; gips; câlți de cânepă; tempera pe lemn; pictat cu pensula | Icoana prezintă pe Isus ținând în mâna stângă Cartea Sfântă deschisă, iar cu dreapta binecuvântează. Aureola este incizată. Fundalul este auriu cu motive fitomorfe. Colorit: auriu, albastru, roșu, negru, alb, foiță de aur. | Muzeul Maramureșului, Sighetu Marmației                       | Cimec    |
|      | Maria cu Pruncul                         | Datare: 2/4 secolul al XVIII-lea Descoperit: jud. Maramureș, com. Budești, Sârbi Dimensiuni: grosimea ramei - 4,5 cm Material: lemn; câlți de cânepă; tempera pe lemn; pictat cu pensula | Icoana o reprezintă pe Maica Domnului ținând pe Pruncul Isus în brațul drept. Cele două personaje cu trăsăturile feței puternic conturate, ochii mari, sugerând blândețea, nasul alungit, gura mică. Fondul icoanei este auriu, decorat cu frunze mari de stejar și încadrează întreaga compoziție. | Muzeul Maramureșului, Sighetu Marmației                       | Cimec    |
|      | Iisus Învățător                          | Datare: 1/4 secolul al XVIII-lea Descoperit: jud. Maramureș, com. Budești, Sârbi Material: lemn; câlți de cânepă; tempera pe lemn; pictat cu pensula | Isus Hristos ține în mâna stângă evanghelia deschisă, iar cu mâna drepta face gestul binecuvântării. Fruntea foarte înaltă, ochii mari expresivi, sprâncenele puternic conturate, nasul alungit, gura mică sunt încadrate de părul negru pieptănat cu cărare pe mijloc, care cade împletit bucle pe spate. Fondul auriu decorat cu frunze de stejar încadrând întreaga compoziție. Pe rama de jos este sculptat în relief brâul. Colorit: roșu, albastru închis, negru, ocru, foiță de aur ștearsă. | Muzeul Maramureșului, Sighetu Marmației                       | Cimec    |
|      | Încoronarea Mariei                       | Datare: 1/4 secolul al XVIII-lea Descoperit: jud. Maramureș, com. Rozavlea, Șieu Material: lemn, gips, câlți, culori tempera, tempera pe lemn, pictat cu pensula | Icoana o prezintă central pe Maria. De o parte și alta a ei se găsesc Dumnezeu Tatăl și Isus, care, cu mâna dreaptă, îi pun o coroană pe cap. Maria stă cu brațele deschise. Deasupra ei apare Sf. Duh, întruchipat într-un porumbel. Dumnezeu Tatăl poartă pe cap o coroană triunghiulară. Isus poartă și el o coroană ce împarte aureola în două. În partea de jos a compoziției, de o parte și alta a Mariei se găsesc câte doi îngeri. Compoziția este delimitată în părțile laterale și jos de o bandă îngustă, cu motivul funiei răsucite. Chenarul format prezintă motive florale în relief. În partea superioară, compoziția este delimitată printr-o arcadă de ramă. Arcada este delimitată în partea superioară de motivul funiei răsucite, iar în partea inferioară de o bandă îngustă simplă. În arcadă apar motive florale în relief. În colțurile din partea superioară apar de asemenea motive florale în relief. Ramele laterale au elemente vegetale: struguri, lalea. Rama superioară este simplă. La baza icoanei este aplicat un cadran din lemn, ornamentat la exterior cu motivul frunzelor de acant. Colorit: roșu, maro, galben, verde, albastru, negru. | Muzeul Maramureșului, Sighetu Marmației                       | Cimec    |
|      | Învierea lui Lazăr                       | Datare: 1/4 secolul al XVIII-lea Descoperit: jud. Maramureș, com. Budesti, Breb Material: lemn, pânză, ghips, tempera pe pânză, aplicată pe lemn, pictat cu pensula | Compoziție de factură bizantină cu personaje dispuse lateral, stânga 8 și dreapta 13, jos două personaje pe orizontală. În prim plan figura lui Isus cu mâinile ridicate. În partea inferioară a compoziției se află părinții lui Lazăr. Fundalul este acoperit aproape în întregime cu clădiri de epocă, lăsându-se un spațiu liber gravat în suportul picturii cu niște forme ovale. Conturul draperiei și desenul portretului este construit cu o linie de culoare pământie – sepia. Pictura este făcută pe un suport aplicat pe pânză lipită pe scândură de stejar dintr-o bucată. Întreaga compoziție este pe nuanțe de griuri. Colorit: gri, auriu, albastru închis, roșu și negru. | Muzeul Maramureșului, Sighetu Marmației                       | Cimec    |
|      | Iisus Invățător                          | Datare: 4/4 secolul al XVIII-lea Descoperit: jud. Maramureș, com. Borșa, Borșa Material: lemn, gips, câlți, culori tempera, tempera pe lemn, pictat cu pensula | Isus apare monumental înveșmântat în haine largi, ținând în mâna stângă cartea legii, iar cu dreapta binecuvântând. Fața este ușor ovală, nasul alungit, gura mică, toate fiind încadrate de părul negru pieptănat cu cărare la mijloc, lăsat bucle pe spate. Pe fondul argintiu sunt sculptate frunze de stejar, șerpuind astfel încât încadrează bustul. Icoana nu are ramă, iar compoziția este încadrată în lungime de două coloane în relief aplicate de icoană. Colorit: albastru, roșu, auriu, alb. | Muzeul Maramureșului, Sighetu Marmației                       | Cimec    |
|      | Cei Trei Sfinți                          | Datare: 1/2 secolul al XVI-lea Descoperit: jud. Maramureș, com. Budești, Sârbi Material: lemn, gips, câlți, culori tempera, tempera pe lemn, pictat cu pensula | Cele trei personaje: Grigore, Ioan și Vasile sunt reprezentate în picioare ținând în mâna stângă Cartea Sfântă închisă iar cu dreapta făcând gestul retorului. Rama este dublă și cioplită din aceeași bucată de lemn. Colorit: roșu. maro, galben, albastru închis. | Muzeul Maramureșului, Sighetu Marmației                       | Cimec    |
|      | Maica Domnului cu Pruncul                | Datare: 4/4 secolul al XVIII-lea Descoperit: jud. Maramureș, com. Călinești, Cornești Material: scândură de brad, ghips, câlți, culori tempera, tempera, pictat cu pensula | Compoziția icoanei respectă regulile clasice ale iconografiei bizantine, având ca figură centrală bustul Mariei cu pruncul in brațe. Fondul icoanei este zgrafitat în stratul de suport al icoanei reliefând frunze de stejar ondulatorii. În partea stângă și dreaptă a icoanei sunt pictați doi îngeri care țin aureola Mariei. Pruncul Isus este așezat compozițional în partea dreaptă a Mariei ținând mâna dreaptă ridicată cu două degete în sus. Pictura este pe suport de ghips (2-3 straturi) urmat de câlți mărunt tăiați și aplicați pe scândura de brad dintr-o singură bucată cu două pene trapezoidale în spate. Colorit: roșu, albastru, maro deschis, auriu. | Muzeul Maramureșului, Sighetu Marmației                       | Cimec    |
|      | Sfântul Gheorghe                         | Datare: 1/4 secolul al XVIII-lea Descoperit: jud. Maramureș, com. Călinești, Călinești Material: lemn, gips, câlți, culori tempera, tempera, pictat cu pensula | Sfântul Gheorghe pe un cal alb puternic conturat cu sepia, valtrapul roșu portocaliu. Sfântul are costum de cavaler occidental interpretat de zugravii maramureșeni. Poartă cizme înalte cu carâmburi până la genunchi, pantaloni strâmți albastru închis, o mantie măslinie, peste care are o tunică largă pe poale. Hlamida de mătase portocalie îi flutură pe umeri. Fondul este auriu patinat, decorat cu frunze mari de stejar care se răsucesc în jurul aureolei Sf. Gheorghe. În stânga, turnul unui castel medieval în care sunt împăratul și împărăteasa, jos fata cu fustă galbenă, o scurteică roșie și șorț alb; costumul evocă pe cel local. În colțul din dreapta mâna lui Dumnezeu, din nouri albaștri, trandafirii și galbeni. Pe ramă și în colțuri – magi pictați cu alb. Colorit: roșu, albastru, alb, maro deschis, auriu. | Muzeul Maramureșului, Sighetu Marmației                       | Cimec    |
|      | Sfântul Gheorghe                         | Datare: 1/2 secolul al XVI-lea Descoperit: jud. Maramureș, com. Călinești, Văleni Material: lemn, gips, câlți, culori tempera, tempera pe lemn, vopsit cu pensula | Provine din Școala Rusă. Icoana este împărțită în trei registre delimitate pe verticală prin motivul funiei răsucite, puternic reliefate. Registrul central îl reprezintă pe Sf. Gheorghe omorând balaurul. Sfântul Gheorghe pe un cal maro, valtrapul roșu-portocaliu. Poartă cizme înalte până la genunchi, pantaloni strâmți, o mantie de culoare închisă (bordo) peste care are o tunică roșie. Hlamida de culoare roșie-portocalie îi flutură pe umeri. În fundal apare un castel, la balconul căruia apare bustul împăratului, iar jos stă împărăteasa în picioare. În registrele laterale apar câte 5 medalioane încadrate cu motivul funiei răsucite, redând diverse scene din viața și martiriul sfântului. Medalioanele sunt delimitate prin niște benzi orizontale din lemn, redate în relief, purtând inscripții în cirilică, care probabil explică scena din medalion. Deasupra nimbului, în colțul din dreapta compoziției apare mâna lui Dumnezeu. Colorit: roșu, galben, albastru, auriu, maro, alb. | Muzeul Maramureșului, Sighetu Marmației                       | Cimec    |
|      | Sfânta Paraschiva                        | Datare: 4/4 secolul al XVIII-lea Descoperit: jud. Maramureș, com. Călinești, Cornești Material: lemn, gips, câlți de cânepă, culori tempera, tempera pe lemn, pictat cu pensula | | Muzeul Maramureșului, Sighetu Marmației                       | Cimec    |
|      | Zămislirea Fecioarei Maria               | Datare: 4/4 secolul al XVIII-lea Descoperit: jud. Maramureș, com. Budești, Sârbi Material: lemn, gips, câlți, culori tempera, tempera pe lemn, pictat cu pensula | Central, în partea superioară, într-un medalion pe fond albastru, conturat în roșu-portocaliu cu un rând de romburi întrerupte este redată Fecioara Maria cu mâinile ridicate spre cer. În cele două colțuri apare câte un grupaj de nori. În partea de jos a compoziției, despărțiți de o biserică pe un fond alb, apare imaginea Sf. Ioachim și Sf. Ana, ținând în mână câte un lujer. Apar ornamente fitomorfe desfășurate pe tot fundalul. Întreaga compoziție este înconjurată de o bordură din lemn aplicată. Colorit: auriu, roșu, alb, albastru, verde, maro, olive, negru. | Muzeul Maramureșului, Sighetu Marmației                       | Cimec    |
|      | Nașterea Domnului                        | Datare: 4/4 secolul al XVIII-lea Descoperit: jud. Maramureș, com. Borșa, Borșa Material: lemn, gips, câlți, culori tempera; tempera pe lemn, pictat cu pensula | În centrul compoziției, lângă staul se află Sf. Iosif. Staulul este delimitat de restul compoziției prin niște benzi aurite cu un șir continuu de romburi. În partea superioară se poate observa Steaua Betleemului, iar deasupra cei doi arhangheli Mihail și Gavril, pe un șir de nori dispus sub formă de semicerc. În primul plan al compoziției, în partea dreaptă Fecioara Maria cu Pruncul în brațe, iar alături un tron alb, conturat cu maro. În stânga se pot vedea cei trei magi cu daruri în mâini, iar puțin mai sus, în balconul unei clădiri, sunt prezente două personaje ce ne amintesc de ocupațiile tradiționale sugerate prin secure (lucrul la pădure) și fluier (păstoritul). Un chenar sculptat servește ca ramă. Colorit: albastru, roșu, alb, negru, maro. | Muzeul Maramureșului, Sighetu Marmației                       | Cimec    |
|      | Botezul Domnului                         | Datare: 4/4 secolul al XVI-lea Descoperit: jud. Maramureș, com. Ocna Șugatag, Breb Material: lemn, gips, câlți, culori tempera, pictat cu pensula; tempera pe lemn tempera pe lemn, pensulă | Provine din Școala Rusă. Central apare Isus. Deasupra lui este o stea care își coboară razele peste Isus. În dreapta compoziției apare Sf. Ioan, iar în stânga sunt trei îngeri. Personajele sunt delimitate de un grupaj de nori, conturați cu o linie neagră, care coboară oblic spre partea inferioară a compoziției. Compoziția este încadrată de un chenar dreptunghiular cu motivul funiei puternic reliefată. Colorit: roșu, verde, maro, alb. | Muzeul Maramureșului, Sighetu Marmației                       | Cimec    |
|      | Sfântul Nicolae                          | Datare: 4/4 secolul al XVIII-lea Descoperit: jud. Maramureș, com. Borșa, Borșa Material: pânză, lemn, vopsele, foiță de aur, tempera pe lemn | Icoana prezintă central pe Sf. Nicolae, iar sus în colțuri, de-o parte Maria și de cealaltă Isus Hristos. Sf. Nicolae ține mâna stângă Cartea Sfântă deschisă, iar cu cealaltă face gestul retorului. Nasul alungit, pleoapele marcate printr-un semicerc de culoare deschisă (cenușie), în același ton cu barba și părul. Motivele vegetale (frunze de stejar) care apar în decorația icoanei lucrate pe foița de aur înconjoară nimbul și bustul Sf. Nicolae. Colorit: auriu, roșu, albastru, alb. | Muzeul Maramureșului, Sighetu Marmației                       | Cimec    |
|      | Maica Sfântă cu Apostolii                | Datare: 1/2 secolul al XVI-lea Descoperit: jud. Maramureș, com. Ocna Șugatag, Breb Material: lemn, gips, câlți, culori tempera, tempera pe lemn, pictat cu pensula | Provine din Școala Rusă. Compoziția se desfășoară pe orizontală încadrată cu motivul funiei puternic reliefată. În centrul scenei domină Maica Domnului cu figura prelungă, ochii migdalați cu contururi accentuate. În jur, Apostolii stau de-o parte și de alta Fecioarei Maria. Mantiile sunt tivite cu alb. Colorit: roșu, portocaliu, galben, auriu, verde, maro, alb. | Muzeul Maramureșului, Sighetu Marmației                       | Cimec    |
|      | Maica Domnului cu Pruncul                | Datare: 1/4 secolul al XVIII-lea Descoperit: jud. Maramureș, com. Borșa, Borșa Material: lemn, scândura de brad, ghips, câlți de cânepă, culori tempera, pictat cu pensula | Compoziția icoanei respectă regulile clasice ale iconografiei bizantine, având ca figură centrală bustul Mariei cu pruncul in brațe. Fondul icoanei este zgrafitat în stratul de suport al icoanei reliefând frunze de stejar ondulatorii. Pruncul Isus este așezat compozițional în partea dreaptă a Mariei ținând mâna dreaptă ridicată cu două degete în sus. Maria ține în mâna dreaptă o floare de crin. În cele două colțuri este reprezentat soarele în mișcare. Pictura este pe suport de ghips (2-3 straturi) urmat de câlți mărunt tăiați și aplicați pe scândura de brad dintr-o singură bucată cu două pene trapezoidale în spate. Colorit: roșu, albastru, maro deschis, auriu. | Muzeul Maramureșului, Sighetu Marmației                       | Cimec    |
|      | Cei Trei Sfinți                          | Datare: 2/4 secolul al XVIII-lea Descoperit: jud. Maramureș, com. Borșa, Borșa Material: lemn; gips; câlți de cânepă; tempera pe lemn; pictat cu pensula | Cele trei personaje Grigore, Ioan și Vasile sunt reprezentate în picioare ținând în mâna stângă o carte închisă iar cu dreapta făcând gestul retorului. Fondul de aur este incizat cu ornamente vegetale constând în frunze de stejar ce înconjoară aureolele și busturile sfinților. În partea de jos a icoanei se află motive geometrice romboidale obținute prin întretăierea de linii oblice de culoare brună. Colorit: roșu, albastru, alb, auriu. | Muzeul Maramureșului, Sighetu Marmației                       | Cimec    |
|      | Iisus Învățător                          | Datare: 4/4 secolul al XVIII-lea Descoperit: jud. Maramureș, com. Vișeu de Sus, Vișeu de Mijloc Dimensiuni: grosime = 5 cm Material: lemn, gips, câlți de cânepă, culori tempera, tempera pe lemn, pictat cu pensula | Icoana îl prezintă central pe Isus Învățător. Motivul funiei răsucite realizează o arcadă puternic reliefată care încadrează chipul lui Isus. Isus ține în mâna stângă o carte deschisă, iar cu dreapta binecuvântează. În colțurile de sus apar două protuberanțe în relief, în formă de cerc. Fondul este aurit cu frunze și ruje. Chenarele laterale sunt ornamentate. Colorit: auriu, roșu, verde, negru, alb. | Muzeul Maramureșului, Sighetu Marmației                       | Cimec    |
|      | Sfânta Treime                            | Datare: 1/4 secolul al XX-lea Descoperit: jud. Maramureș, com. Călinești, Călinești Material: sticlă, culori tempera, lemn, lianți; pictură pe dosul sticlei, în tehnica în oglindă, desenat cu penița și pictat cu pensula | În partea dreaptă este redat Isus ținând pe brațul drept crucea, cu mâna stângă arătând spre Tatăl Sfânt care stă alături de acesta, ținând în mâna dreaptă crucea împodobită cu frunze, iar în mâna stângă globul pământesc cu crucea pe el. Central, în partea superioară, încadrat într-un semicerc cu raze, delimitat de elemente florale - trandafiri, este redat Duhul Sfânt stilizat în porumbel. În fiecare colț al compoziției apare câte un element floral - trandafir. Colorit: alb, roșu, verde, galben-muștar, negru. | Muzeul Maramureșului, Sighetu Marmației                       | Cimec    |
|      | Intrarea în Ierusalim                    | Datare: 1/4 secolul al XX-lea Descoperit: jud. Maramureș, com. Călinești, Călinești Material: sticlă, culori tempera, lemn, lianți; pictură pe dosul sticlei, în tehnica în oglindă, desenat cu penița și pictat cu pensula | Icoana prezintă în partea dreaptă pe Isus călare pe un cal, binecuvântând cu mâna dreaptă. În partea stângă șase sfinți îl întâmpină cu ramuri de măslin în mâini. Personajele au o costumație identică. În fundal apar elemente de arhitectură. În partea superioră și inferioară apar elemente florale. Colorit: alb, roșu, verde, ocru, gri, galben-muștar. | Muzeul Maramureșului, Sighetu Marmației                       | Cimec    |
|      | Masa Raiului                             | Datare: 3/4 secolul al XIX-lea Descoperit: jud. Maramureș, com. Rozavlea, Rozavlea Material: sticlă, culori tempera, lemn, lianți; pictură pe dosul sticlei, în tehnica în oglindă, desenat cu penița și pictat cu pensula | Icoana prezintă Masa Raiului încadrată în cinci romburi. Cele patru romburi laterale sunt sprijinite cu câte o latură pe rombul central. În colțurile rombului central, dar și în interiorul acestuia apare câte un element floral. În romburile superioare sunt redați în partea dreaptă Isus binecuvântând cu mâna dreaptă, iar în mâna stângă ținând Cartea Sfântă închisă; în partea stângă Fecioara Maria cu Pruncul Isus în brațe, cu mâna stângă arătând spre acesta. În romburile inferioare sunt redați, în partea dreaptă, Sfântul Ioan binecuvântând cu mâna stângă, iar în rombul stâng Sfânta Paraschiva, ținând în mâna stângă o ramură de măslin. Hainele sfinților sunt de culoare roșie. Între romburile laterale apare câte un semicerc de culoare roșie, pe un fond albastru-indigo. Colorit: galben-muștar, carmin, indigo, maro, verde, alb, negru. | Muzeul Maramureșului, Sighetu Marmației                       | Cimec    |
|      | Zămislirea Fecioarei Maria               | Datare: 1/2 secolul al XIX-lea Descoperit: jud. Maramureș, com. Sighetu Marmației, Sighetu Marmației Material: sticlă, culori tempera, lemn, lianți; pictură pe dosul sticlei, în tehnica în oglindă, desenat cu penița și pictat cu pensula                                                                                   | Iconarul a așezat scena nașterii Mariei din părinții Ioachim și Ana într-o îngustă încăpere de casă țărănească sugerată de o fereastră mică în patru ochiuri. Patul privit în racursiu încearcă să sugereze perspectiva. Printr-un gest larg, Ioachim o îmbie pe Ana să mănânce din cele pregătite pe masă. Maria stă înfășată într-un scutec, legată strâns cu un brâu, așa cum se înfășau pruncii țăranilor noștri. Colorit: verde, roșu, alb, maro. | Muzeul Maramureșului, Sighetu Marmației                       | Cimec    |
|      | Sfânta Paraschiva                        | Datare: 2/4 secolul al XIX-lea Descoperit: jud. Maramureș, com. Ieud, Ieud Material: sticlă, culori tempera, lemn, lianți; pictură pe dosul sticlei, în tehnica în oglindă, desenat cu penița și pictat cu pensula | Sfânta Paraschiva ocupă întreaga suprafață a icoanei, fiind redată îmbrăcată în maforion roșu, cu bricuri albe, cu marginile cu semicercuri și frunze, ținând în mâna dreaptă o ramură de măslin, iar în mâna stângă o cruce. Coroana taie aureola în două. Jumătatea superioară a compoziției este încadrată de elemente florale. Colorit: alb, carmin, roșu, verde, albastru-indigo, galben-muștar, negru. | Muzeul Maramureșului, Sighetu Marmației                       | Cimec    |
|      | Sfinții Împărați Constantin și Elena     | Datare: 2/4 secolul al XIX-lea Descoperit: jud. Maramureș, com. Rozavlea, Șieu Material: sticlă, culori tempera, lemn, lianți; pictură pe dosul sticlei, în tehnica în oglindă, desenat cu penița și pictat cu pensula | Icoana prezintă pe Sfinții Împărați Constantin și Elena de o parte și de alta a unei cruci monumentale, în jurul căreia în partea de sus apare un cerc cu raze, ambii ținând câte o mână pe cruce. Sfântul Constantin ține în mâna dreaptă un sceptru, iar Sf. Elena ține în mâna stângă o ramură de măslin. De o parte și de alta a crucii apar două motive fitomorfe - lujere - parcă ieșind din aceasta. Jumătatea superioară a compoziției este încadrată ca o aureolă de motive fitomorfe. Colorit: albastru-indigo, carmin, alb, verde, maro, negru, foiță de aur (pe aureole, manșetele de la haine, cruce și patrafir). | Muzeul Maramureșului, Sighetu Marmației                       | Cimec    |
|      | Maica Domnului Îndurerată                | Datare: 1/2 secolul al XIX-lea Descoperit: jud. Maramureș, com. Strâmtura, Glod Material: sticlă, culori tempera, lemn, lianți; pictură pe dosul sticlei, în tehnica în oglindă, desenat cu penița și pictat cu pensula | Icoana o reprezintă pe Maica Domnului îndurerată. În stânga ei apare Isus răstignit, la dimensiuni mult mai reduse față de ea. Maica Îndurerată este cu mâinile împreunate și este redată fără aureolă. Scena este dramatică. Chipul exprimă starea sufletească inerentă scenei. Maria este îmbrăcată cu maforion negru, cu margini decorate cu semicercuri alternând cromatic. Colorit: negru, alb, roșu, verde. | Muzeul Maramureșului, Sighetu Marmației                       | Cimec    |
|      | Iisus Învățător                          | Datare: 3/4 secolul al XIX-lea Descoperit: jud. Maramureș, com. Rozavlea, Șieu Material: sticlă, culori tempera, lemn, lianți; pictură pe dosul sticlei, în tehnica în oglindă, desenat cu penița și pictat cu pensula | Isus este redat central, aproape pe întreaga suprafață a icoanei, îmbrăcat în maforion roșu, omofor verde, binecuvântând cu mâna dreaptă, iar în mâna stângă ține Cartea Sfântă închisă. Lateral apar două lujere cu flori și frunze încadrând bustul lui Isus. Colorit: carmin, indigo, verde, galben-muștar, maro, alb, negru, foiță de aur. | Muzeul Maramureșului, Sighetu Marmației                       | Cimec    |
|      | Adam și Eva                              | Datare: 1/4 secolul al XIX-lea Descoperit: jud. Maramureș, com. Rozavlea, Rozavlea Material: sticlă, culori tempera, lemn, lianți; pictură pe dosul sticlei, în tehnica în oglindă, desenat cu penița și pictat cu pensula | Central este redat pomul binelui și al răului, iar de o parte și de alta a acestuia Adam și Eva, care prin gesturile lor parcă își ascund goliciunea. Șarpele apare încolăcit pe tulpina pomului, cu capul îndreptat spre Adam. În colțurile superioare apar două elemente florale mari - trandafiri, iar în jurul pomului altele mai mici. Colorit: alb, roșu, verde, negru. | Muzeul Maramureșului, Sighetu Marmației                       | Cimec    |
|      | Maica Domnului Îndurerată                | Datare: 4/4 secolul al XIX-lea Descoperit: jud. Maramureș, com. Rozavlea, Rozavlea Material: sticlă, culori tempera, lemn, lianți; pictură pe dosul sticlei, în tehnica în oglindă, desenat cu penița și pictat cu pensula | Icoana prezintă în partea dreaptă pe Fecioara Maria, îmbrăcată în maforion negru, cu un element floral mare pe el, ținând mâinile împreunate la piept. În partea stângă este redat Isus răstignit pe o cruce roșie, dar de dimensiuni mai mici. Pe marginile laterale, scena este încadrată de elemente florale, iar în partea superioară de elemente geometrice (semicercuri diferite cromatic). Colorit: alb, negru, roșu, galben, verde. | Muzeul Maramureșului, Sighetu Marmației                       | Cimec    |
|      | Buna Vestire                             | Datare: 1/4 secolul al XIX-lea Descoperit: jud. Maramureș, com. Ieud, Ieud Material: sticlă, culori tempera, lemn, lianți; pictură pe dosul sticlei, în tehnica în oglindă, desenat cu penița și pictat cu pensula | Icoana prezintă în partea stângă pe Fecioara Maria, îmbrăcată în maforion roșu, cu mâinile împreunate la piept, iar în partea dreaptă Îngerul cu mână stângă binecuvântând-o pe Fecioara Maria. Central, în partea superioară, apare Duhul Sfânt, stilizat în porumbel, încadrat într-un semicerc de culoare roșie, cu raze de culoare verde. În marginile laterale și între cei doi apar elemente florale - lujere cu flori și frunze. Colorit: albastru deschis, roșu, verde, galben, alb, negru, albastru închis, foiță de aur. | Muzeul Maramureșului, Sighetu Marmației                       | Cimec    |
|      | Sfântul Gheorghe                         | Datare: 3/4 secolul al XIX-lea Descoperit: jud. Maramureș, com. Ieud, Ieud Material: sticlă, culori tempera, lemn, lianți; pictură pe dosul sticlei, în tehnica în oglindă, desenat cu penița și pictat cu pensula | Icoana prezintă pe Sf. Gheorghe redat pe un cal alb, cu sulița în mâini, omorând balaurul. În dreapta chipului sfântului apare fata de împărat și o inscripție în chirilică. Elementele florale încadrează jumătatea superioară a icoanei, iar în partea de jos a compoziției apar elemente geometrice. Colorit: galben, alb, roșu, verde, negru. | Muzeul Maramureșului, Sighetu Marmației                       | Cimec    |
|      | Sfântul Nicolae                          | Datare: 1/2 secolul al XIX-lea Descoperit: jud. Maramureș, com. Sighetu Marmației, Sighetu Marmației Material: sticlă, culori tempera, lemn, lianți; pictură pe dosul sticlei, în tehnica în oglindă, desenat cu penița și pictat cu pensula                                                                                   | Scena îl reprezintă pe Sf. Nicolae având în mâna dreaptă o carte închisă, iar cu mâna stângă binecuvântează. El poartă o coroană ce taie în două aureola. În partea superioară, în fundal, de-o parte și de alta a sfântului, apar două lujere cu frunze verzi. Sf. Nicolae este îmbrăcat în roșu și omofor verde. Colorit: roșu, albastru deschis, albastru închis, verde, maro, auriu. | Muzeul Maramureșului, Sighetu Marmației                       | Cimec    |
|      | Maica Domnului Îndurerată                | Datare: 1/4 secolul al XIX-lea Descoperit: jud. Maramureș, com. Bocicoiu Mare, Tisa Material: sticlă, culori tempera, lemn, lianți; pictură pe dosul sticlei, în tehnica în oglindă, desenat cu penița și pictat cu pensula | Icoana prezintă pe Maica Domnului, îmbrăcată în maforion negru, cu mâinile împreunate la piept. Pe maforion apar cele trei stele - pe creștet și pe umeri - sugerând Sfânta Treime. Pe gluga maforionului apar semicercuri de culoare roșie cu raze. În stânga compoziției este redat în dimensiuni reduse Isus răstignit pe o cruce roșie, iar în spatele acestuia apare o biserică în miniatură. Colorit: negru, roșu, maro, alb, verde. | Muzeul Maramureșului, Sighetu Marmației                       | Cimec    |
|      | Răstignirea lui Iisus Hristos            | Datare: 1/2 secolul al XIX-lea Descoperit: jud. Maramureș, com. Sighetu Marmației, Sighetu Marmației Material: sticlă, culori tempera, lemn, lianți; pictură pe dosul sticlei, în tehnica în oglindă, desenat cu penița și pictat cu pensula                                                                                   | Icoana prezintă răstignirea lui Isus. De o parte și alta a crucii se află Fecioara Maria și Sf. Ioan, care stau cu mâinile împreunate. În fundal apar lujeri. Colorit: roșu, verde, alb, negru, albastru. | Muzeul Maramureșului, Sighetu Marmației                       | Cimec    |
|      | Sfinții Petru și Pavel                   | Datare: 2/4 secolul al XIX-lea Descoperit: jud. Maramureș, com. Sighetu Marmației, Sighetu Marmației Material: sticlă, culori tempera, lemn, lianți; pictură pe dosul sticlei, în tehnica în oglindă, desenat cu penița și pictat cu pensula                                                                                   | Sfinții Petru și Pavel ocupă jumătatea inferioară a compoziției, fiind redați de o parte și de alta a unei biserici de dimensiuni reduse. În partea stângă, Sf. Petru ține cheia în mâna stângă, iar în partea dreaptă Sf. Pavel. Elementele florale încadrează întreaga compoziție. Mai apare un element floral - trandafir - între cei doi sfinți. Fondul icoanei este de culoare albastră cu pete de culoare albă și roșie. Sticlă este turnată manual - glajă. Colorit: roșu, albastru închis, galben-muștar, alb, negru, verde, foiță de aur pe aureole. | Muzeul Maramureșului, Sighetu Marmației                       | Cimec    |
|      | Masa Raiului                             | Datare: 1/4 secolul al XIX-lea Descoperit: jud. Maramureș, com. Strâmtura, Strâmtura Material: sticlă, culori tempera, lemn, lianți; pictură pe dosul sticlei, în tehnica în oglindă, desenat cu penița și pictat cu pensula                                                                                                   | Un romb central sprijinit cu câte o latură pe alte patru romburi în care sunt înscrise diferite teme. În romburile superioare, în partea dreaptă este înscris Isus Pantocrator, în stânga Fecioara Maria cu Pruncul Isus în brațe, iar în romburile inferioare, în dreapta este înscris Sf. Nicolae, în stânga Sf. Paraschiva. Laturile romburilor sunt de culoare albă, iar în fiecare colț al rombului central, dar și în mijlocul acestuia este redat câte un element florale. Între cele patru romburi apar motive fitomorfe. Colorit: roșu deschis, roșu închis, negru, galben-muștar, alb, verde închis. | Muzeul Maramureșului, Sighetu Marmației                       | Cimec    |
|      | Sfânta Paraschiva                        | Datare: 1/2 secolul al XIX-lea Descoperit: jud. Maramureș, com. Sighetu Marmației, Sighetu Marmației Material: sticlă, culori tempera, lemn, lianți; pictură pe dosul sticlei, în tehnica în oglindă, desenat cu penița și pictat cu pensula                                                                                   | Icoana o prezintă pe Sf. Paraschiva ținând în mâna dreaptă o cruce și o ramură de măslin. Ea poartă o coroană care desparte aureola în două. În partea superioară apare motivul funiei răsucite ce înconjoară compoziția pe trei laturi. Colorit: roșu, verde, auriu, negru, alb. | Muzeul Maramureșului, Sighetu Marmației                       | Cimec    |
|      | Masa Raiului                             | Datare: 1/2 secolul al XIX-lea Descoperit: jud. Maramureș, com. Rozavlea, Rozavlea Material: sticlă, culori tempera, lemn, lianți; pictură pe dosul sticlei, în tehnica în oglindă, desenat cu penița și pictat cu pensula | Icoana prezintă Masa Raiului la care participă Isus, Maria și doi sfinți (Sf. Nicolae și Sf. Paraschiva). Compoziția este împărțită în patru medalioane sub formă de romburi sprijinite cu câte o latură pe un romb central. Masa este încadrată în rombul central, având în centru steaua mare aurită. Personajele sunt înscrise în romburi conturate de benzi împodobite cu câte o rozetă în punctele de încrucișare. Colorit: albastru, roșu, maro, verde, negru. | Muzeul Maramureșului, Sighetu Marmației                       | Cimec    |
|      | Masa Raiului                             | Datare: 1/4 secolul al XIX-lea Descoperit: jud. Maramureș, com. Ieud, Ieud Material: sticlă, culori tempera, lemn, lianți; pictură pe dosul sticlei, în tehnica în oglindă, desenat cu penița și pictat cu pensula | Acțiunea icoanei este prezentată în patru scene sprijinite cu câte o latură pe un romb central, conturat cu benzi împodobite cu motive geometrice. În fiecare colț al rombului apare câte un cerc hașurat. În medalioanele de sus sunt redați în partea dreaptă Fecioara Maria cu Isus în brațe, iar în stânga Isus binecuvântând. În medalioanele inferioare, în partea dreaptă este redată Sf. Paraschiva cu ramura de măslin în mână, iar în partea stângă Sf. Ioan binecuvântând cu mâna dreaptă, iar în mâna stângă ținând Cartea Sfântă închisă. În rombul central apare un element floral. Colorit: roșu, negru, galben, verde, alb. | Muzeul Maramureșului, Sighetu Marmației                       | Cimec    |
|      | Maica Domnului Îndurerată                | Datare: 2/4 secolul al XIX-lea Descoperit: jud. Maramureș, com. Sighetu Marmației, Sighetu Marmației Material: sticlă, culori tempera, lemn, lianți; pictură pe dosul sticlei, în tehnica în oglindă, desenat cu penița și pictat cu pensula                                                                                   | Icoana prezintă în partea stângă pe Fecioara Maria de dimensiuni mari, îmbrăcată în maforion negru - semn al durerii, cu mâinile împreunate la piept. În partea dreaptă este redat Isus răstignit pe o cruce roșie, dar de dimensiuni mai reduse, încadrat de o parte și de alta de un șir de elemente florale. În colțul superior drept este redat Dumnezeu, ținând mâinile la piept, pe nouri albaștri, încadrat de o ghirlandă de flori. Între Isus și Fecioara Maria apare în miniatură o biserică. Deasupra chipului Mariei, dar și pe latura dreaptă și superioară, icoana prezintă ghirlande de flori. Colorit: albastru deschis, roșu, verde, albastru, negru, alb. | Muzeul Maramureșului, Sighetu Marmației                       | Cimec    |
|      | Sfinții Împărați Constantin și Elena     | Datare: 1/2 secolul al XIX-lea Descoperit: jud. Maramureș, com. Rozavlea, Rozavlea Material: sticlă, culori tempera, lemn, lianți; pictură pe dosul sticlei, în tehnica în oglindă, desenat cu penița și pictat cu pensula | Icoana îi reprezintă pe Sfinții Împărați Constantin și Elena. O cruce monumentală ocupă partea centrală a compoziției. De-o parte și de alta a crucii sunt reprezentați sfinții Constantin și Elena. În partea superioară apar două lujere cu frunze roșii îndreptate spre cruce. Colorit: roșu, alb, verde, auriu. | Muzeul Maramureșului, Sighetu Marmației                       | Cimec    |
|      | Țol                                      | Datare: 4/4 secolul al XIX-lea Descoperit: jud. Maramureș Material: urzit cânepă, bătut lână; țesut în război, ales cu mâna în tehnica Karamani și a firelor întrepătrunse | La un capăt chenar caracteristic în V-uri paralele. Pe părți chenar dublu: 1. dinții ferăstrăului, compartimentate; 2. chenar galben, cu șir de romburi mici. Câmp violet – motive geometrice romboidale cu centru în scări, dispuse regulat. Colorit: alb, albastru închis, galben muștar, verde, violet, lila. | Muzeul Maramureșului, Sighetu Marmației                       | Cimec    |
|      | Țol                                      | Datare: 4/4 secolul al XIX-lea Descoperit: jud. Maramureș, com. Sighetu Marmației, Sighetu Marmației Material: lână pentru bătătură, cânepă pentru urzeală; țesut, ales manual în război orizontal "t'eară" în 2 ițe, în fire întrepătrunse, cu franjuri (ciucuri), la capete provenite din urzeală înnodate simplu și tăiate. | Ornamentul este organizat în câmp ornamental și chenar parțial (pe lățime la ambele capete). Motivul ornamental este rombul "roata", mari cu cârlig și mici simple, dispuse în linie pe lungime - 2 romburi mari cu zimți ce alcătuiesc de fapt motivul central - câte 12 rânduri de romburi mici, simple - de o parte și de alta a acestui motiv - câte 4 rânduri neîntrerupte și câte 8 întrerupte - complementare la romburile mari. Chenarul din lățime la ambele capete este la fel "stic". Cromatica: bej, maro, alb, albastru închis, albastru deschis, galben foarte pal (culori vegetale). | Muzeul Maramureșului, Sighetu Marmației                       | Cimec    |
|      | Țol                                      | Datare: 4/4 secolul al XVIII-lea Descoperit: jud. Maramureș, com. Dragomirești, Dragomirești Material: lână și cânepă, bătătură: lână, urzeală cânepă; tors, vopsit, țesut – ales în războiul de țesut în tehnica firelor întrepătrunse                                                                                        | Marginea îngustă – ornamentate la fel – pe una din părți marginea îngustă este dublă. La extremitatea ei pomuț și linie zimțată, mărginite de o vârstă – dungă, către câmpul covorului romburi mici și crucițe, care se află și pe marginea cealaltă. Marginea mare constă în nr. 2 continuu, așezat vertical. Câmpul ornamental al covorului este organizat în trei linii ornamentale – central – romb zimțat (4) mai mari. Pe laterale câte 3 roate zimțate mai mici. 4 romburi mici în cele patru colțuri, între roatele de pe extremitatea câmpului ornamental apare pomuțul și ostia. Colorit: culori vegetale (alb, albastru, maro, gălbui, albastru-verzui). | Muzeul Maramureșului, Sighetu Marmației                       | Cimec    |
|      | Țol                                      | Datare: 3/4 secolul al XIX-lea Descoperit: jud. Maramureș, com. Săliștea de Sus, Săliștea de Sus Material: lână pentru bătătură, cânepă pentru urzeală; țesut, ales manual în război orizontal, în 2 ițe, în tehnica firelor întrepătrunse și în "ciur"                                                                        | O singură foaie dreptunghiulară cu față și dos, cu franjuri la capete provenite din urzeală, înnodate simplu, tăiate scurt. Compoziție cu câmp central și chenare pe toate laturile, identice câte două. Ornamentul din ciur, organizat din "tăblii" se constituie din motive geometrice romboidale ("roate") desfășurate în rânduri simetrice față de ambele axe. Între romburile mari sunt intercalate două rânduri de rombulețe. Apar semiromburi spre chenare. Capetele au chenare identice și se constituie din spic cu una, respectiv patru dungi înguste spre exterior. Chenarele din axa mare se constituie din ostii, încadrate câte două într-o casetă. Colorit vegetal: maro, muștar, albastru, alb - culoare naturală. | Muzeul Maramureșului, Sighetu Marmației                       | Cimec    |
|      | Țol                                      | Datare: 4/4 secolul al XIX-lea Descoperit: jud. Maramureș Material: urzit cânepă, bătut lână; țesut în război, ales cu mâna în tehnica Karamani și a firelor întrepătrunse | Pe părți chenare late, compartimentate cu motive hexagonale în interiorul câmpului. Colorit: albastru, galben, alb, verde deschis. | Muzeul Maramureșului, Sighetu Marmației                       | Cimec    |
|      | Țol                                      | Datare: 1/4 secolul al XIX-lea Descoperit: jud. Maramureș, Baia Mare Material: lână pentru bătătură, cânepă pentru urzeală; țesut, ales manual în război orizontal în 2 ițe, în tehnica firelor întrepătrunse și parțial "în ciur"                                                                                             | Ornamentul se compune din trei rânduri de motive geometrice (romburi), câte 12 romburi într-un rând, desfășurate în lungime, pe toată suprafața covorului. Romburile, încadrate în casete delimitate cromatic, sunt unite între ele, iar în mijloc conțin elemente stelare. Rândul de romburi din mijlocul covorului este încadrat de colțișori întrepătrunși orientați diferit. Romburile din celelalte două rânduri, dinspre exterior, sunt delimitate între ele de câte 2 lilieci uniți printr-o linie îngustă. Colorit vegetal: galben, albastru, maro, alb. | Muzeul Maramureșului, Sighetu Marmației                       | Cimec    |
|      | Țol                                      | Datare: 4/4 secolul al XVIII-lea Descoperit: jud. Maramureș, com. Dragomirești, Dragomirești Material: lână pentru bătătură, cânepă pentru urzeală; țesut, ales manual în război orizontal în 2 ițe, în tehnica firelor întrepătrunse și parțial "în ciur"                                                                     | O singură foaie dreptunghiulară cu față și dos, cu franjuri la capete provenite din urzeală, înnodate simplu, câte trei fire. Compoziție cu câmp central și chenar pe toate laturile, identice câte două. Ornamentul din câmp constă din motive geometrice romboidale, două romburi mari (roate cu cârlige), ce conțin la rândul lor alte romburi mai mici cu cruciță în mijloc. Tot câmpul covorului este străbătut de șiruri longitudinale de rombulețe întrepătrunse. Chenarele din axa mare conțin motive scheomorfe. Chenarele din axa mică conțin motive ornamentale - lilieci, încadrați în casete delimitate cromatic. Colorit vegetal: maro, albastru, galben pal, alb. | Muzeul Maramureșului, Sighetu Marmației                       | Cimec    |
|      | Țol                                      | Datare: 4/4 secolul al XIX-lea Descoperit: jud. Maramureș, com. Bârsana, Oncești Material: lână pentru bătătură, cânepă pentru urzeală; țesut, ales manual în război orizontal, în 2 ițe, în tehnica firelor întrepătrunse și în "ciur"                                                                                        | O singură foaie dreptunghiulară cu față și dos, cu franjuri (ciucuri) provenite din urzeală, înnodate simplu câte 3 și tăiate mai lung. Compoziție cu câmp central și chenar pe marginile din lungime. Câmpul central este compus din șiruri longitudinale de motive geometrice - romburi organizate în trei rânduri liniare pe axa mare. Romburile încadrează rombulețe (câte 4) sau elemente fitomorfe (rujă). Câmpul ornamental al covorului este completat spre chenar de semiromburi. Chenarul prezintă o compoziției diferită pe cele două laturi din lungime: una cu elemente fitomorfe încadrate de două linii în zig-zag spre câmpul covorului și o linie în zig-zag spre exterior, iar cealaltă compusă din motive geometrice - romburi "roate" despărțite prin 3 linii verticale, încadrate de linii în zig-zag. Colorit: alb, cărămiziu ("ca tegla"), roșu închis ("mohorât"), albastru, roz, verde, galben. | Muzeul Maramureșului, Sighetu Marmației                       | Cimec    |
|      | Țol                                      | Datare: 1/4 secolul al XIX-lea Descoperit: jud. Maramureș, com. Bârsana, Oncești Material: lână, cânepă; tors, țesut, vopsit și ales în războiul de țesut | Covorul are formă dreptunghiulară. Registrul ornamental este alcătuit din romburi de diferite dimensiuni și jumătăți de romburi înspre cele două margini. Ambele margini sunt alcătuite din romburi de aceeași dimensiune diferențiate cromatic. Unul din capete este format din vârste dispuse vertical. Colorit vegetal: maro deschis, maro roșcat, vernil, galben, albastru, alb. | Muzeul Maramureșului, Sighetu Marmației                       | Cimec    |
|      | Țol                                      | Datare: 4/4 secolul al XVIII-lea Descoperit: jud. Maramureș, com. Săliștea de Sus, Săliștea de Sus Material: lână pentru bătătură, cânepă pentru urzeală; țesut, ales manual în război orizontal, în 2 ițe, în tehnica firelor întrepătrunse și în "ciur"                                                                      | O singură foaie dreptunghiulară cu față și dos, la capete cu franjuri scurte "coanțe" înnodate câte 3-4 simplu și tăiate foarte scurt. Ornamentul este așezat în câmp ornamental fără chenare, organizat în rânduri desfășurate pe axa mare cu motive intercalate și elemente complementare în marginea mare. Motivul ornamental este geometric - rombul "roata" încârligată, trei rânduri de roate pe axa mare și câtre 3 roate într-un rând pe axa mică, alternate cromatic. Între cele 3 rânduri câte un rând de flori "ruji" - trandafiri, două organizate tot în fond romboidal. Rândul acesta de "ruji" se încheie și începe cu câte o steluță. Elemente complementare în margine - semiromburi, jumătăți de romburi. În lățime capetele se încheie cu trei dungi înguste diferite cromatic. Colorit vegetal: alb, galben-muștar, albastru închis, maro, verde. | Muzeul Maramureșului, Sighetu Marmației                       | Cimec    |
|      | Ploscă                                   | Datare: 1882 Material: lut; angobă; smalț | Ploscă rotundă, nedecorată, sgrafitată în lutul moale. Plosca are culoarea brun închis. Inscripție în limba magiară: "Kesitete Debrezeni Karoly A ki init betole valyon egesegere". În mijloc înscris anul 1882. | Muzeul Județean de Istorie și Arheologie Maramureș, Baia Mare | Cimec    |
|      | Ploscă                                   | Datare: 1871 Material: lut; angobă; smalț | Ploscă în formă de sticlă, nedecorată, sgrafitată în lutul moale. Plosca are culoarea brun deschis. Inscripție în limba magiară pe o față: "D: K 1871 marzius I. K 2; fața a doua: Vany meg ne ha tetzlele kozonts... (o parte nedescifrabilă)". | Muzeul Județean de Istorie și Arheologie Maramureș, Baia Mare | Cimec    |
|      | Ploscă                                   | Datare: 1810 Material: lut; angobă; smalț | Ploscă rotundă, nedecorată, cu anul înscris prin incizare în lutul moale, sub forma 18010. Plosca are culoarea brun închis. | Muzeul Județean de Istorie și Arheologie Maramureș, Baia Mare | Cimec    |
|      | Ol                                       | Datare: Sf. sec. XIX Dimensiuni: DB: 12 cm Material: lut; angobă; smalț | Formă ovală. Toarta pornește de pe locul gabaritului maxim și se prinde ca un inel de gură. Decorul este realizat prin brâu de lut aplicat (îmbrânare) ce împarte vasul în casete care au în mijloc câte o lalea realizată din lut și lipită pe vas. Toarta este decorată cu un brâu alveolar. | Muzeul Județean de Istorie și Arheologie Maramureș, Baia Mare | Cimec    |
|      | Oală cu toartă                           | Datare: Începutul sec. XX Dimensiuni: DG: 21 cm; DB: 14,5 cm Material: lut; angobă; smalț; coloranți | Forma tronconică, cu o toartă, decorul dispus pe registre; la gură decor geometrizant: val, cerc, punct; la bază: cercuri. Între aceste două registre se află un registru cu motive florale: lalea, motivul bradului. Pe fond brun închis, decorul este executat cu alb, verde și galben. | Muzeul Județean de Istorie și Arheologie Maramureș, Baia Mare | Cimec    |
|      | Blid                                     | Datare: Sf. sec. XIX Dimensiuni: DG: 26,5 cm; DB: 11 cm Material: lut; angobă; smalț | Forma tronconică, decorul dispus pe registre; pe bordură: val, cerc; pe pereți și pe fundul vasului: motive fitomorfe stilizate: frunze. Cromatica: brun deschis, alb. | Muzeul Județean de Istorie și Arheologie Maramureș, Baia Mare | Cimec    |
|      | Oală proastă                             | Datare: Începutul sec. XX Dimensiuni: DG: 21 cm; DB: 17 cm Material: lut; coloranți | Vas de formă bitronconică, cu două torți ce pornesc de pe porțiunea de gabarit maxim și se prind de gura vasului. Decorul realizat cu pensula din culori obținute din pământ, este amplasat între locul de prindere a torții și buza vasului și constă din trei cercuri și val. Pe toată suprafața vasul a fost lustruit cu piatra. | Muzeul Județean de Istorie și Arheologie Maramureș, Baia Mare | Cimec    |
|      | Ploscă                                   | Datare: Sf. sec. XIX Material: lut; angobă; smalț; coloranți | Formă de colac, în partea opusă gurii are patru piciorușe. Este decorată identic pe ambele fețe: între două cercuri o ghirlandă de frunze. | Muzeul Județean de Istorie și Arheologie Maramureș, Baia Mare | Cimec    |
|      | Ol                                       | Datare: Sf. sec. XIX Dimensiuni: DB: 14 cm Material: lut; angobă; smalț | Formă ovală. Toarta pornește de pe locul gabaritului maxim și se prinde ca un inel de gură. Decorul este realizat prin brâu de lut aplicat ce înconjoară vasul pe sub toartă și un altul care șerpuiește pe corpul vasului între acesta și gura ulciorului. În spațiile formate se află câte o floare realizată din buline de lut aplicate. | Muzeul Județean de Istorie și Arheologie Maramureș, Baia Mare | Cimec    |
|      | Cană de vin                              | Datare: 1866 Dimensiuni: DB: 16 cm; DG: 22 cm Material: lut; angobă; smalț | Vas mare cu o toartă, cu gura puțin răsfrântă. Toarta pornește de sub locul gabaritului maxim și se prinde de vas la 4 cm sub gura vasului. Decorul realizat prin sgrafitare, prin aplicarea de coloranți cu cornul și prin aplicații de lut. Pe fond alb-verzui decorul are culoarea galbenă și verde. De o parte și alta a torții se află câte un ornament cu motive florale: buchet. Sub buza vasului un brâu de bile de lut, verzi și galbene, aplicate. Lângă toartă tot prin aplicare de lut realizat un brad cu tulpina galbenă și frunzele verzi. La baza vasului cercuri concentrice. Pe una din fețe este zgâriat anul 1866. | Muzeul Județean de Istorie și Arheologie Maramureș, Baia Mare | Cimec    |
|      | Blid                                     | Datare: Sfârșitul sec. XIX Dimensiuni: DB: 12,5 cm; DG: 21 cm Material: lut; angobă; smalț | Formă tronconică, decorul ordonat în registre; pe bordură: val, cerc: pe fundul vasului motiv avimorf: cocoș. Decorul este sgrafitat și apoi colorat cu cornul, pe fond alb cu verde și galben. | Muzeul Județean de Istorie și Arheologie Maramureș, Baia Mare | Cimec    |
|      | Farfurie                                 | Datare: Sf. sec. XIX Dimensiuni: DB: 16 cm; DG: 31,5 cm Material: lut; angobă; smalț | Formă tronconică. Decorul realizat cu cornul este dispus în registre. Pe gura vasului motive geometrice: val și sub el cercuri concentrice. Urmează vița de vie stilizată iar pe fundul farfuriei motiv floral: două lalele. Blidul este brun închis iar decorul realizat cu alb. | Muzeul Județean de Istorie și Arheologie Maramureș, Baia Mare | Cimec    |
|      | Ol                                       | Datare: Sf. sec. XIX Dimensiuni: DB: 14 cm Material: lut; angobă; smalț | Formă ovală. Toarta pornește de pe locul gabaritului maxim și se prinde ca un inel de gură. Decorul este realizat prin brâuri alveolare aplicate ce înconjoară vasul (4 brâuri). Între primul și al doilea un brâu alveolar șerpuiește iar în casetele astfel formate, din suluri de lut sunt realizate spirale. | Muzeul Județean de Istorie și Arheologie Maramureș, Baia Mare | Cimec    |
|      | Ol                                       | Datare: Sf. sec. XIX Dimensiuni: DB: 14 cm Material: lut; angobă; smalț | Formă ovală. Toarta pornește de pe locul gabaritului maxim și se prinde ca un inel de gură. Decorul este realizat prin brâuri alveolare aplicate ce înconjoară vasul (5 brâuri). Între primul și al doilea un brâu alveolar șerpuiește iar în casetele astfel formate, din suluri de lut sunt realizate motive florale. | Muzeul Județean de Istorie și Arheologie Maramureș, Baia Mare | Cimec    |
|      | Oală                                     | Datare: Mijlocul sec. XIX Dimensiuni: DB: 16 cm; DG: 19 cm Material: lut; angobă; smalț | Formă bitronconică, cu două torți ce pornesc de pe locul de gabarit maxim și se prind de vas sub buza acestuia. Decorul este realizat prin aplicații de lut. Brâuri de lut formează, pe fiecare parte a vasului, câte 4 casete în fiecare fiind un alt element decorativ: strugure, brad, șarpe, cruce. Vasul are culoare verde. | Muzeul Județean de Istorie și Arheologie Maramureș, Baia Mare | Cimec    |
|      | Farfurie                                 | Datare: Sfârșitul sec. XIX Dimensiuni: DB: 14 cm; DG: 27,5 cm Material: lut; angobă; smalț | Formă tronconică. Decorul, dispus în registre, realizat prin sgrafitare și culoarea pusă cu cornul. Marginea vasului este decorată prin apăsarea cu degetul a lutului moale. Pe gura vasului motive geometrice: cerc și un val format din mici buline de culoare brun deschis și albastru. Pe fundul vasului o margaretă care are mijlocul și petalele terminate cu buline brun deschis, iar între petalele margaretei câte un spic de grâu. Farfuria albă iar decorul realizat cu albastru și brun deschis. | Muzeul Județean de Istorie și Arheologie Maramureș, Baia Mare | Cimec    |
|      | Ol                                       | Datare: Sf. sec. XIX Dimensiuni: DB: 16 cm Material: lut; angobă; smalț | Corpul ulciorului este puternic bombat, fapt caracteristic pentru ulcioarele de Baia Mare. Toarta pornește de pe locul de gabarit maxim și se prinde de gură ca un inel. Este decorat prin zgrafitare cu motive geometrice: val. | Muzeul Județean de Istorie și Arheologie Maramureș, Baia Mare | Cimec    |
|      | Cazan                                    | Datare: Mijlocul sec. XIX Dimensiuni: DB: 19 cm; DG: 23,5 cm Material: lut; angobă; smalț | Formă bitronconică. Are două torți ce pornesc de pe partea cu gabarit maxim a vasului și se prind sub buza acestuia. Decorul este realizat prin îmbrânare, un brâu alveolar ce înconjoară vasul la jumătatea lui. Deasupra acestui brâu și de o parte și alta a torților se găsesc câte trei siluete umane realizate din lut și lipite pe vas dând impresia de basorelief. Aceste siluete țin în mână un vas în formă de sticlă din care beau. Între aceste siluete se află câte o floare realizată din suluri de lut. Torțile sunt decorate cu un brâu de lut. Imediat sub gura vasului se află motivul funiei realizat prin incizare. | Muzeul Județean de Istorie și Arheologie Maramureș, Baia Mare | Cimec    |
|      | Ol                                       | Datare: Sf. sec. XIX Dimensiuni: DB: 14 cm Material: lut; angobă; smalț; coloranți | Formă ovală. Toarta pornește de pe porțiunea de gabarit maxim, subliniind armonios forma și se prinde de gura vasului ca un inel. Decorul este realizat din dungi, verde închis, verde deschis, brun, trasate cu pensula de la gură până la baza vasului. Toarta are de-a lungul un brâu alveolar. | Muzeul Județean de Istorie și Arheologie Maramureș, Baia Mare | Cimec    |
|      | Ol                                       | Datare: Sf. sec. XIX Dimensiuni: DB: 13 cm Material: lut; angobă; smalț; coloranți | Formă ovală. Toarta pornește de pe porțiunea de gabarit maxim, subliniind armonios forma și se prinde de gura vasului ca un inel. Decorul este realizat din dungi, verde închis, verde deschis, brun, trasate cu pensula de la gură până la baza vasului. | Muzeul Județean de Istorie și Arheologie Maramureș, Baia Mare | Cimec    |
|      | Ol                                       | Datare: Sf. sec. XIX Dimensiuni: DB: 13,5 cm Material: lut; angobă; smalț | Formă ovală. Toarta pornește de pe locul gabaritului maxim și se prinde de gura vasului ca un inel. Decorul este realizat prin brâuri alveolare aplicate ce formează cercuri care au în mijloc câte o floare realizată din lut și lipită pe vas. | Muzeul Județean de Istorie și Arheologie Maramureș, Baia Mare | Cimec    |
|      | Ploscă                                   | Datare: 1887 Material: lut; angobă; smalț | Ploscă în formă de colac, nedecorată, cu anul 1887 înscris cu culoare galbenă. Plosca are culoare brun deschis. | Muzeul Județean de Istorie și Arheologie Maramureș, Baia Mare | Cimec    |
|      | Ploscă                                   | Datare: 1865 Material: lut; angobă; smalț | Ploscă în formă de colac, nedecorată, cu anul 1887 înscris, prin incizare, în lutul moale și la fel numele proprietarului Trif Gyerasin. Plosca are culoare brun închis. | Muzeul Județean de Istorie și Arheologie Maramureș, Baia Mare | Cimec    |
|      | Ploscă                                   | Datare: 1872 Material: lut; angobă; smalț | Ploscă în formă de colac, nedecorată, cu anul 1872 înscripționat în lutul moale și numele proprietarului Ianek Debrezeny. Plosca are culoare brun deschis cu pete verzi. | Muzeul Județean de Istorie și Arheologie Maramureș, Baia Mare | Cimec    |
|      | Opaiț                                    | Datare: Sf. sec. XIX Material: lut; angobă; smalț | Formă alungită de opincă. Culoare brun închis. | Muzeul Județean de Istorie și Arheologie Maramureș, Baia Mare | Cimec    |
|      | Ol                                       | Datare: Începutul sec. XX Material: lut; angobă; smalț | Formă ovoidală, cu toarta ce pornește de pe porțiunea de gabarit maxim și se prinde de gâtul vasului ca un inel. Este decorat prin aplicarea unor brâuri de lut. Unul înconjoară vasul chiar pe sub toartă, celălalt pe sub gâtul vasului. Ultimul a fost decorat prin apăsarea cu un cuțit astfel încât pare a fi o funie. Între acestea două brâie sunt puse pe verticală, suluri de lut care împart partea de sus a ulciorului în casete. Fiecare casetă are în mijloc o floare aplicată. | Muzeul Județean de Istorie și Arheologie Maramureș, Baia Mare | Cimec    |
|      | Ploscă                                   | Datare: Mijlocul sec. XIX Material: lut; angobă; smalț | Ploscă rotundă decorată cu cornul și prin sgrafitate, motive florale: lalea, pe fond alb-verzui cu galben și verde. Una din fețe este plată iar cealaltă bombată. Pe lateral are 4 urechiușe prin care se trăgea o curea. | Muzeul Județean de Istorie și Arheologie Maramureș, Baia Mare | Cimec    |
|      | Ploscă                                   | Datare: 1901 Material: lut; angobă; smalț | Ploscă rotundă decorată cu cornul, motive geometrice: val, linie. Pe o față are înscrisă data, iar pe cealaltă parte este decorată cu motive florale: buchet și are inscripționat probabil numele meșterului (Dejo). Plosca are culoare brun deschis decorat cu negru și verde. | Muzeul Județean de Istorie și Arheologie Maramureș, Baia Mare | Cimec    |
|      | Blid                                     | Datare: Sf. sec. XIX Dimensiuni: DB: 16,5 cm; DG: 31,5 cm Material: lut; angobă; smalț | Forma tronconică, decorul ordonat în registre, pe bordură: val, cerc, pe fundul vasului pomul vieții. Decorul este sgrafitat și apoi colorat cu cornul; pe fond alb cu verde și galben. | Muzeul Județean de Istorie și Arheologie Maramureș, Baia Mare | Cimec    |
|      | Blid                                     | Datare: Mijlocul sec. XIX Dimensiuni: DB: 10 cm; DG: 24 cm Material: lut; angobă; smalț | Forma tronconică, decorul ordonat în registre, pe bordură: val, cerc, pe peretele vasului linii și motiv floral: lalea, pe fundul vasului pomul vieții. Decorul este sgrafitat și apoi colorat cu cornul; pe fond alb cu verde și galben. | Muzeul Județean de Istorie și Arheologie Maramureș, Baia Mare | Cimec    |
|      | Blid                                     | Datare: Sf. sec. XVIII - începutul sec. XIX Dimensiuni: DB: 11,5 cm; DG: 24,5 cm Material: lut; angobă; smalț | Forma tronconică, decorul ordonat în registre, pe bordură: val, cerc, pe peretele blidului ghirlandă de frunze, pe fundul vasului pomul vieții. Decorul este sgrafitat și apoi colorat cu cornul; pe fond alb cu verde și galben. | Muzeul Județean de Istorie și Arheologie Maramureș, Baia Mare | Cimec    |
|      | Lespede de prăjit gogoși                 | Datare: Prima parte a sec. XX Dimensiuni: D: 29 cm Material: lut; angobă; smalț | Vas format din șapte cupe cât să cuprindă o gogoașă fiecare, are două tortițe. | Muzeul Județean de Istorie și Arheologie Maramureș, Baia Mare | Cimec    |
|      | Blid                                     | Datare: Sf. sec. XIX Dimensiuni: DB: 11 cm; DG: 24 cm Material: lut; angobă; smalț | Forma tronconică, decorul ordonat în registre; pe bordură: val, cerc; pe pereți motive fitomorfe: frunza și triunghiuri realizate din linii; pe fundul vasului frunză, motiv avimorf: cocoș și motiv solar reprezentat ca un cerc cu un punct în interior. Cromatica: brun deschis, alb, verde. | Muzeul Județean de Istorie și Arheologie Maramureș, Baia Mare | Cimec    |
|      | Blid                                     | Datare: Începutul sec. XX Dimensiuni: DB: 10,5 cm; DG: 25 cm Material: lut; angobă; smalț | Formă de farfurie adâncă, decorul ordonat în registre; pe bordură: val, cerc; pe pereți: cercuri cu puncte în interior; frunză; pe fundul vasului frunze. Cromatica: brun deschis, alb, verde. | Muzeul Județean de Istorie și Arheologie Maramureș, Baia Mare | Cimec    |
|      | Oală de smântână                         | Datare: Începutul sec. XX Dimensiuni: DB: 9,5 cm; DG: 6,5 cm Material: lut; angobă; smalț; coloranți | Formă aproape sferică; corpul vasului acoperit cu puncte de culoare albă pe fond brun închis. | Muzeul Județean de Istorie și Arheologie Maramureș, Baia Mare | Cimec    |
|      | Oală cu toartă                           | Datare: 1904 Dimensiuni: DB: 12,5 cm; DG: 20 cm Material: lut; angobă; smalț | Formă bitronconică. Are o toartă ce pornește de pe partea de gabarit maxim a vasului și se prinde de buza acestuia. Decorul este realizat cu cornul, pe fond brun închis cu alb, verde și galben. Este amplasat pe registre. Un registru pe buza vasului, în exterior, cu motive geometrice: între două cercuri un val. La baza vasului cercuri concentrice. Între acestea pe toată suprafața sunt trei motive florale: lalea, motive fitomorfe: struguri și frunze. În interiorul fiecărei lalele este înscris anul 1904. | Muzeul Județean de Istorie și Arheologie Maramureș, Baia Mare | Cimec    |
|      | Farfurie                                 | Datare: 1888 Dimensiuni: DB: 16 cm; DG: 26 cm Material: lut; angobă; smalț | Formă tronconică aplatizată. Decorul amplasat pe registre. Pe bordura farfuriei motive geometrice: cerc, val, iar pe fundul farfuriei motive fitomorfe: frunza și o stemă în care este înscris anul 1888. Decorul este realizat cu cornul. Pe fond alb gălbui cu brun închis, verde și brun deschis. Vasul este crăpat. | Muzeul Județean de Istorie și Arheologie Maramureș, Baia Mare | Cimec    |
|      | Oală cu toartă                           | Datare: Sfârșitul sec. XIX Dimensiuni: DB: 11 cm; DG: 15,5 cm Material: lut; angobă; smalț | Oală cu o toartă, de formă bitronconică. Toarta pornește de pe porțiunea de gabarit maxim și se prinde de gura vasului. Decorul este realizat cu cornul, cu alb pe fondul brun închis al vasului. Sub buza vasului decor geometrizant, motive geometrice între două cercuri un val. La baza vasului cercuri concentrice (5). Pe corpul vasului o ghirlandă, de frunze și lalele, ce înconjoară vasul. Deasupra acestuia o succesiune de puncte. | Muzeul Județean de Istorie și Arheologie Maramureș, Baia Mare | Cimec    |
|      | Oală cu toartă                           | Datare: 1902 Dimensiuni: DB: 11,5 cm; DG: 18 cm Material: lut; angobă; smalț | Formă bitronconică. Are o toartă ce pornește de pe partea de gabarit maxim a vasului și se prinde de buza acestuia. Decorul este realizat cu cornul, pe fond brun închis cu alb, verde și galben. Este amplasat pe registre. Un registru pe buza vasului, în exterior, cu motive geometrice: între două cercuri un val. La baza vasului cercuri concentrice. Între acestea pe toată suprafața sunt trei motive florale: lalea, motive fitomorfe: struguri și frunze. În interiorul fiecărei lalele este înscris anul 1902. | Muzeul Județean de Istorie și Arheologie Maramureș, Baia Mare | Cimec    |
|      | Oală cu toartă                           | Datare: Sfârșitul sec. XIX Dimensiuni: DB: 16 cm; DG: 23 cm Material: lut; angobă; smalț | Formă bitronconică. Are o toartă ce pornește de pe partea de gabarit maxim a vasului și se prinde de buza acestuia. Decorul este realizat cu cornul, pe fond brun închis cu alb, verde și galben. Este amplasat pe registre. Un registru pe buza vasului, în exterior, cu motive geometrice: între două cercuri un val. La baza vasului cercuri concentrice. Între acestea pe toată suprafața, pe verticală sunt trasate două valuri cu un motiv format din liniuțe, ceea ce împarte vasul în patru casete. În fiecare casetă se află un cerc în interior cu o stemă și inițialele FB (inițialele orașului Baia Sprie în limba maghiară - Felso Banyai). | Muzeul Județean de Istorie și Arheologie Maramureș, Baia Mare | Cimec    |
|      | Blid                                     | Datare: Sf. sec. XIX Dimensiuni: DB: 11 cm; DG: 26 cm Material: lut; angobă; smalț | Formă tronconică. Pe fond alb decorul realizat cu cornul și prin sgrafitare. Culori: conturul trasat cu brun; galben și verde. Pe bordură între două cercuri un val. Pe peretele blidului ghirlandă de frunze. Pe fundul lui motivul pomului vieții. Decorul și forma specifice centrului ceramic Valea Izei la sfârșitul secolului al XIX-lea. | Muzeul Județean de Istorie și Arheologie Maramureș, Baia Mare | Cimec    |
|      | Farfurie                                 | Datare: 1899 Material: lut; angobă; smalț | Formă tronconică. Decor realizat prin sgrafitare și cu cornul. Buza vasului decorată prin apăsarea cu degetul în lutul moale. Pe bordură între două cercuri o ghirlandă de frunze. Pe fundul farfuriei două ramuri ce susțin o stemă. De o parte și de alta a stemei înscris anul 1899. | Muzeul Județean de Istorie și Arheologie Maramureș, Baia Mare | Cimec    |
|      | Canceu                                   | Datare: Sf. sec. XVIII Dimensiuni: DB: 8 cm; DG: 9 cm Material: lut; angobă; smalț | Corp filiform cu o toartă ce pornește de pe porțiunea de gabarit maxim și se prinde de vas la 5 cm sub buză. Decorul este realizat cu cornul, pe fondul alb al vasului cu culoare albastră și dispus în registre. Pe locul gabaritului maxim și pe locul cel mai îngust motive geometrice: între două cercuri un val. Între acestea se află motive florale. Central o floare înconjurată de o ghirlandă de frunze, flancată de fiecare parte de un buchet de lalele. Deasupra motivului geometric, pe porțiunea de gabarit minim, se află o ghirlandă de lalele și chiar la gura vasului același motiv geometric: între două cercuri un val. Vasul are lipsă o bucățică de pe fund și de la gură. | Muzeul Județean de Istorie și Arheologie Maramureș, Baia Mare | Cimec    |
|      | Farfurie                                 | Datare: Sf. sec. XIX Dimensiuni: DB: 13 cm; DG: 22,5 cm Material: lut; angobă; smalț | Formă tronconică aplatizată; decorul ordonat în registre; pe bordură între două cercuri buline colorate în galben și verde. Pe fundul vasului motiv avimorf: cocoș. Decorul este sgrafitat și apoi colorat cu cornul; pe fond alb cu verde și galben. | Muzeul Județean de Istorie și Arheologie Maramureș, Baia Mare | Cimec    |
|      | Oală cu toartă                           | Datare: Începutul sec. XX Dimensiuni: DB: 12 cm; DG: 18,5 cm Material: lut; angobă; smalț | Formă bitronconică. Are o toartă ce pornește de pe partea de gabarit maxim a vasului și se prinde de buza acestuia. Decorul este realizat cu cornul, pe fond brun închis cu alb, verde și galben. Este amplasat pe registre. Un registru pe buza vasului, în exterior, cu motive geometrice: între două cercuri un val. La baza vasului cercuri concentrice. Între acestea pe toată suprafața sunt trei motive florale: lalea, motive fitomorfe: struguri și frunze. Vasul este identic cu C 87, vas datat la 1902, diferența fiind lipsa anului. Forma, decorul și cromatica sunt specifice centrului ceramic Baia Sprie la sfârșitul secolului al XIX-lea, începutul secolului XX. | Muzeul Județean de Istorie și Arheologie Maramureș, Baia Mare | Cimec    |
|      | Ghiveci                                  | Datare: Începutul sec. XX Dimensiuni: DB: 13 cm; DG: 10 cm Material: lut | Ghiveci pentru flori. Forma pare pătrată pentru că lutul moale a fost presat după ce s-a luat de pe roată. | Muzeul Județean de Istorie și Arheologie Maramureș, Baia Mare | Cimec    |
|      | Solniță                                  | Datare: Începutul sec. XX Dimensiuni: DB: 6 cm; DG: 9,5 cm Material: lut | Formă de cupă cu picior. | Muzeul Județean de Istorie și Arheologie Maramureș, Baia Mare | Cimec    |
|      | Oală de breaslă                          | Datare: 1715 Dimensiuni: DB: 22 cm; DG: 45 cm Material: lut; smalț; coloranți | Oală de formă bitronconică cu două torți ce pornesc de pe porțiunea de gabarit maxim și se prind de gura vasului. Torțile sunt decorate prin ștanțare. Gura vasului în interior este smălțuită cu verde. Imediat sub gura vasului decor geometric executat cu pensula cu roșu și verde închis. Cercuri concentrice, val și puncte. Pe o parte a vasului se află imprimat sigiliul breslei olarilor de la 1715. În lut se poate vedea amprenta circulară a sigiliului. Se observă cercul exterior de forma spicului de grâu. În interior inscripția NAGY BANYAI FAZAKAS (probabil) Cehi 1715. În mijloc se vede pe un blazon, ulciorul de Baia Mare și un pieptene de olar. Oala are o mică gaură pe fund, lipsă de material pe buză și lipsă o toartă. Vasul a fost restaurat. Astfel de vase erau confecționate de calfe atunci când dădeau examenul pentru a deveni meșteri. | Muzeul Județean de Istorie și Arheologie Maramureș, Baia Mare | Cimec    |
|      | Farfurie                                 | Datare: Sf. sec. XIX Dimensiuni: DB: 15 cm; DG: 23,5 cm Material: lut; angobă; smalț | Formă tronconică aplatizată. Decorul realizat prin sgrafitare și cu cornul, pe fond alb cu albastru deschis, verde și galben; dispus în registre. Pe bordură între două cercuri motive fitomorfe: ghirlandă de frunze. Central motive florale: buchet. | Muzeul Județean de Istorie și Arheologie Maramureș, Baia Mare | Cimec    |
|      | Canceu                                   | Datare: 1859 Dimensiuni: DB: 5,5 cm; DG: 8 cm Material: lut; angobă; smalț | Corp filiform cu o toartă laterală, gura rotundă. Decorul floral și fitomorf, dispus pe toată suprafața. Frontal două flori dispuse în partea de sus, conturate cu verde și galben pe fondul alb-gălbui, iar jos două frunze conturate cu brun. Lateral în partea de sus și de jos câte un buchet, de o parte 59, iar de cealaltă 18. | Muzeul Județean de Istorie și Arheologie Maramureș, Baia Mare | Cimec    |
|      | Farfurie                                 | Datare: Sf. sec. XIX Dimensiuni: DB: 12 cm; DG: 21,5 cm Material: lut; angobă; smalț | Formă tronconică aplatizată; decorul ordonat în registre; pe bordură între două cercuri val, puncte și pete de smalț galben și verde. Pe fundul vasului motiv avimorf: cocoș. Decorul este sgrafitat și apoi colorat cu cornul; pe fond alb cu verde și galben. | Muzeul Județean de Istorie și Arheologie Maramureș, Baia Mare | Cimec    |
|      | Canceu                                   | Datare: Sf. sec. XIX Dimensiuni: DB: 6,5 cm; DG: 8 cm Material: lut; angobă; smalț | Corp filiform cu o toartă ce pornește de pe porțiunea de gabarit maxim și se prinde sub gura rotundă. La baza și la gura vasului decor geometric: câte un cerc. Între acestea motive fitomorfe: trei ghirlande. Decorul este realizat cu cornul având culori de brun închis, galben și verde pe fondul alb-gălbui. | Muzeul Județean de Istorie și Arheologie Maramureș, Baia Mare | Cimec    |
|      | Canceu                                   | Datare: Sf. sec. XIX Dimensiuni: DB: 7 cm; DG: 8 cm Material: lut; angobă; smalț | Corp filiform cu o toartă ce pornește de pe porțiunea de gabarit maxim și se prinde sub gura rotundă. La baza vasului decor geometric: între două cercuri un val, iar la gura vasului un cerc. Între acestea apare pomul vieții, în trei exemplare. Decorul este realizat cu cornul având culori de brun închis, galben și verde pe fondul alb-gălbui. | Muzeul Județean de Istorie și Arheologie Maramureș, Baia Mare | Cimec    |
|      | Oală cu toartă                           | Datare: 1925 Dimensiuni: DB: 11 cm; DG: 15 cm Material: lut; angobă; smalț | Formă bitronconică. Are o toartă ce pornește de pe partea de gabarit maxim a vasului și se prinde de buza acestuia. Decorul este realizat cu cornul, pe fond brun închis cu alb. Sub buza vasului decor geometrizant, motive geometrice: între două cercuri un val. La baza vasului cercuri concentrice (5). Pe corpul vasului trei lalele, ce au înscris în interiorul lor anul 1925. Deasupra acestuia o succesiune de puncte. | Muzeul Județean de Istorie și Arheologie Maramureș, Baia Mare | Cimec    |
|      | Hârgăuaș                                 | Datare: Sfârșitul sec. XIX Dimensiuni: DB: 9 cm; DG: 12 cm Material: lut; angobă; smalț | Formă bitronconică. Are o toartă ce pornește de pe partea de gabarit maxim a vasului și se prinde de buza acestuia. Decorul este realizat cu cornul, pe fondul brun închis al vasului cu alb, verde și galben. Decorul amplasat în registre. Sub buza vasului decor geometrizant, motive geometrice: între două cercuri un val. La baza vasului cercuri concentrice (4). Pe corpul vasului o ghirlandă de frunze și flori stilizate. | Muzeul Județean de Istorie și Arheologie Maramureș, Baia Mare | Cimec    |
|      | Oală cu toartă                           | Datare: Sf. sec. XIX Dimensiuni: DB: 10,5 cm; DG: 16 cm Material: lut; angobă; smalț | Formă bitronconică. Are o toartă ce pornește de pe partea de gabarit maxim a vasului și se prinde de buza acestuia. Decorul este realizat cu cornul, pe fondul brun închis al vasului cu alb. Decorul amplasat în registre. Pe buza vasului decor geometric: puncte, imediat sub buza vasului un val. Sub buza vasului un cerc din puncte, un cerc simplu și iar un cerc din puncte. La baza vasului cercuri concentrice (4). Pe corpul vasului o ghirlandă de frunze. | Muzeul Județean de Istorie și Arheologie Maramureș, Baia Mare | Cimec    |
|      | Oală de breaslă                          | Datare: 1715 Dimensiuni: DB: 17 cm; DG: 28 cm Material: lut; smalț; coloranți | Oală de formă bitronconică cu două torți ce pornesc de pe porțiunea de gabarit maxim și se prind de gura vasului. Torțile sunt decorate prin ștanțare în lutul moale. Gura vasului în interior este smălțuită cu verde. Imediat sub gura vasului decor geometric executat cu pensula cu roșu și verde închis. Între două cercuri se află motive fitomorfe: vița de vie. Sub aceasta prin ștanțare apare foarte fin un brâu ce imită spicul de grâu și un alt brâu format din mici cerculețe. | Muzeul Județean de Istorie și Arheologie Maramureș, Baia Mare | Cimec    |
|      | Oală cu toartă                           | Datare: Sfârșitul sec. XIX Dimensiuni: DB: 10 cm; DG: 15 cm Material: lut; angobă; smalț | Formă bitronconică. Are o toartă ce pornește de pe partea de gabarit maxim a vasului și se prinde de gura acestuia. Decorul este realizat cu cornul, pe fondul brun închis al vasului cu alb, verde și galben. Decorul amplasat în registre. Sub buza vasului decor geometrizant, motive geometrice: între două cercuri un val. La baza vasului cercuri concentrice (4). Pe corpul vasului cercuri cu linii în interior și deasupra o succesiune de puncte. | Muzeul Județean de Istorie și Arheologie Maramureș, Baia Mare | Cimec    |
|      | Platou                                   | Datare: 1793 Dimensiuni: D: 27 cm Material: lut; angobă; smalț; cobalt | Formă tronconică aplatizată, cu bordură ușor înălțată. Decorul naturalist, central realizat prin sgrafitare, avimorf și deasupra un strugure. Pe bordură struguri. | Muzeul Județean de Istorie și Arheologie Maramureș, Baia Mare | Cimec    |
|      | Oală cu toartă                           | Datare: Sf. sec. XIX Dimensiuni: DB: 12 cm; DG: 18 cm Material: lut; angobă; smalț | Formă bitronconică. Are o toartă ce pornește de pe partea de gabarit maxim a vasului și se prinde de gura acestuia. Decorul este realizat cu cornul, pe fondul brun închis al vasului cu alb. Sub buza vasului decor geometrizant, motive geometrice: între două cercuri un val. La baza vasului cercuri concentrice (6). Pe corpul vasului o ghirlandă de frunze și flori stilizate, ce înconjoară vasul. Deasupra acestuia o succesiune de puncte. | Muzeul Județean de Istorie și Arheologie Maramureș, Baia Mare | Cimec    |
|      | Oală cu toartă                           | Datare: Sf. sec. XIX Dimensiuni: DB: 19 cm; DG: 12,5 cm Material: lut; angobă; smalț | Oală cu o toatră, de formă bitronconică. Toarta pornește de pe porțiunea de gabarit maxim și se prinde de gura vasului. Decorul este realizat cu cornul, cu alb pe fondul brun închis al vasului. Sub buza vasului decor geometrizant, motive geometrice: între două cercuri un val. La baza vasului cercuri concentrice (6). Pe corpul vasului un vrej de viță de vie cu struguri ce înconjoară vasul. Deasupra acestuia o succesiune de liniuțe. | Muzeul Județean de Istorie și Arheologie Maramureș, Baia Mare | Cimec    |
|      | Oală cu toartă                           | Datare: Sf. sec. XIX Dimensiuni: DB: 16,5 cm; DG: 24 cm Material: lut; angobă; smalț | Oală cu o toartă, de formă bitronconică. Toarta pornește de pe porțiunea de gabarit maxim și se prinde de gura vasului. Decorul este realizat cu cornul, cu alb, verde și galben pe fondul brun închis al vasului. Sub buza vasului decor geometrizant, motive geometrice: între două cercuri un val. La baza vasului cercuri concentrice (6). Pe corpul vasului două registre. În partea de jos un vrej de viță de vie ce înconjoară vasul. Deasupra acestuia un decor geometrizant format din X-uri, puncte și motiv floral ce se succed. | Muzeul Județean de Istorie și Arheologie Maramureș, Baia Mare | Cimec    |
|      | Ol                                       | Datare: Sf. sec. XIX Dimensiuni: DB: 13 cm Material: lut; angobă; smalț | Ulcior de formă bitronconică cu o toartă ce pornește de pe porțiunea de gabarit maxim și se prinde de gura rotundă a ulciorului ca un inel. Toarta este decorată cu un brâu simplu de ceramică. Pe corpul ulciorului de culoare brun deschis sunt trasate cu pensula dungi de culoare verde. Vasul este crăpat. | Muzeul Județean de Istorie și Arheologie Maramureș, Baia Mare | Cimec    |
|      | Oală cu două toarte                      | Datare: Mijlocul sec. XIX Dimensiuni: DB: 13 cm; DG: 14,5 cm Material: lut | Oală cu două torți, de formă bitronconică. Torțile pornesc de pe porțiunea de gabarit maxim și se prind de gura vasului. Vasul este legat cu sârmă. | Muzeul Județean de Istorie și Arheologie Maramureș, Baia Mare | Cimec    |
|      | Oală cu două toarte                      | Datare: Mijlocul sec. XIX Dimensiuni: DB: 17 cm; DG: 18 cm Material: lut | Oală de sarmale cu două torți, de formă bitronconică. Torțile pornesc de pe porțiunea de gabarit maxim și se prind de gura vasului. Decorul este un brâu alveolar așezat pe mijlocul torții și de-a lungul ei. Vasul are o mică porțiune din buză ruptă. | Muzeul Județean de Istorie și Arheologie Maramureș, Baia Mare | Cimec    |
|      | Farfurie                                 | Datare: Sf. sec. XIX Dimensiuni: DB: 17 cm; DG: 26 cm Material: lut; angobă; smalț | Formă tronconică aplatizată. Decorul realizat prin traforarea bordurii, prin sgrafitare și cu cornul pe fundul vasului. Decorul naturalist de pe fundul farfuriei reprezintă un buchet format din lalea, flori, frunze. | Muzeul Județean de Istorie și Arheologie Maramureș, Baia Mare | Cimec    |
|      | Oală cu două toarte                      | Datare: Sf. sec. XIX Dimensiuni: DB: 14 cm; DG: 18,5 cm Material: lut; coloranți | Oală de sarmale cu două torți, de formă bitronconică. Torțile pornesc de pe porțiunea de gabarit maxim și se prind de gura vasului. Decorul aplicat cu pensula, culori obținute din pământ (negru), este format din motive geometrice: cerc și val. Întregul vas a fost lustruit cu piatra. | Muzeul Județean de Istorie și Arheologie Maramureș, Baia Mare | Cimec    |
|      | Strecurătoare                            | Datare: Prima parte a sec. XX Dimensiuni: DB: 10,5 cm; DG: 20 cm Material: lut; coloranți | Formă bitronconică cu două torți ce pornesc de pe porțiunea de gabarit maxim și se prind de gura vasului. Corpul vasului este plin de găurele. Deasupra porțiunii găurite și imediat sub gura vasului se află decorul aplicat cu pensula, culori obținute din pământ (negru), este format din motive geometrice: val. Întregul vas a fost lustruit cu piatra. | Muzeul Județean de Istorie și Arheologie Maramureș, Baia Mare | Cimec    |
|      | Oală cu toartă                           | Datare: Sf. sec. XIX Dimensiuni: DB: 11,5 cm; DG: 17 cm Material: lut; angobă; smalț; coloranți | Oală cu o toartă, de formă bitronconică. Toarta pornește de pe porțiunea de gabarit maxim și se prinde de gura vasului. Decorul este realizat cu cornul, cu alb pe fondul brun închis al vasului. Decor amplasat în registre; sub buza vasului decor geometrizant, motive geometrice: între două cercuri un val. La baza vasului cercuri concentrice (6). Pe corpul vasului alternează cercuri ce au în interior unul o linie șerpuită, celălalt val și puncte. | Muzeul Județean de Istorie și Arheologie Maramureș, Baia Mare | Cimec    |
|      | Oală                                     | Datare: Sf.sec. XIX Dimensiuni: DB: 12 cm; DG: 18 cm Material: lut; angobă; smalț; coloranți | Oală cu o toartă, de formă bitronconică. Toarta pornește de pe porțiunea de gabarit maxim și se prinde de gura vasului. Decorul este realizat cu cornul, cu alb pe fondul brun închis al vasului. Decor amplasat în registre; sub buza vasului decor geometrizant, motive geometrice: între două cercuri un val. La baza vasului cercuri concentrice (5). Pe corpul vasului o ghirlandă de frunze și flori stilizate. Deasupra succesiune de puncte. | Muzeul Județean de Istorie și Arheologie Maramureș, Baia Mare | Cimec    |
|      | Cană de vin                              | Datare: 1865 Dimensiuni: DB: 9 cm Material: lut; angobă; smalț | Vas cu corpul bitronconic și gura bilobată. Decorul este din lut aplicat, decor naturalist. Frontal o stemă susținută de două ramuri. De fiecare parte se află câte un înger. Pe o parte, într-un medalion, un decor avimorf (gâscă) și o floare; în cealaltă parte motiv zoomorf: cerb. Pe marginile gurii bilobate: pe o parte stea cu 6 colțuri, pe cealaltă decor fitomorf: frunze, central trei flori. Deasupra gura este pe jumătate acoperită de placă de lut ce avea un decor zoomorf (probabil un câine sau un lup). În față sub stemă se află inscripția: "Levai Karoly e Ez az boros Kan eso 1865 ben". În partea de jos vasul este nesmălțuit și are un semn (triunghi cu 5 linii în interior) ce ar putea fi un semn de meșter. Fundul vasului are o mică gaură. | Muzeul Județean de Istorie și Arheologie Maramureș, Baia Mare | Cimec    |
|      | Vază                                     | Datare: 1907 Dimensiuni: DG: 9 cm; DB: 13 cm Material: lut; angobă; smalț; coloranți | Vas filiform cu decorul amplasat pe toată suprafața. Decorul este aplicat cu cornul având culoarea albă pe fond brun închis. Decor naturalist, viță de vie și ghirlandă de frunze. Pe fundul vasului sunt inscripționate probabil inițialele meșterului CS. GY. IX 1907. | Muzeul Județean de Istorie și Arheologie Maramureș, Baia Mare | Cimec    |
|      | Farfurie                                 | Datare: 1900 Dimensiuni: DG: 30 cm; DB: 7 cm Material: lut; angobă; smalț; coloranți | Formă tronconică aplatizată, decorul amplasat pe registre. Pe bordură între două cercuri motive fitomorfe: ghirlandă, iar pe fundul farfuriei motive avimorfe: pasăre, frunză și motive florale. Decorul este realizat pe fond alb cu albastru și brun deschis. Deasupra motivul avimorf și sub el se află scris anul confecționării - 1900. | Muzeul Județean de Istorie și Arheologie Maramureș, Baia Mare | Cimec    |
|      | Farfurie                                 | Datare: 1932 Dimensiuni: DG: 35,5 cm; DB: 17,5 cm Material: lut; angobă; smalț; coloranți | Vas lucrat prin traforare pe margini cu motive geometrice. Central motive fitomorfe: frunza. Motive zoomorfe: două capete de lup ce au între ele o stemă. Inscripția: "Keszult Nagy Banyoin 1932 Szep 10 en Kesz itete Majer Ignoicz. Kiss Dezso Muheyeve". | Muzeul Județean de Istorie și Arheologie Maramureș, Baia Mare | Cimec    |
|      | Canceu                                   | Datare: Sf. sec. XIX Dimensiuni: DB: 7 cm; DG: 6 cm Material: lut; angobă; smalț | Corp filiform cu o toartă ce pornește de pe porțiunea de gabarit maxim și se prinde sub gură. Gură rotundă. La baza vasului decor geometric: între două cercuri un val, iar la gura vasului un cerc. Între acestea două motive florale: lalea, în trei exemplare. Vasul are culoare albă gălbuie și decorul este realizat prin sgrafitare și cu cornul având culori de brun închis, galben și verde. | Muzeul Județean de Istorie și Arheologie Maramureș, Baia Mare | Cimec    |
|      | Canceu                                   | Datare: Sf. sec. XIX Dimensiuni: DB: 7 cm; DG: 10,5 cm Material: lut; angobă; smalț | Cană cu o toartă ce pronește de pe porțiunea de gabarit maxim și se prinde imediat sub gâtul vasului. Corpul are formă tronconică și este decorat prin sgrafitare și cu cornul. Decorul este format din alternarea, pe verticală, a unei ghirlande, din culorile albastru, verde și brun deschis, cu un decor realizat din liniuțe orizontale. Pe porțiunea dintre gâtul vasului și corp se află o ghirlandă de frunze realizată cu cornul și cu culorile albastru și brun deschis. La gură cercuri: albastru, verde, brun deschis și semicercuri din aceleași culori. | Muzeul Județean de Istorie și Arheologie Maramureș, Baia Mare | Cimec    |
|      | Farfurie                                 | Datare: Sf. sec. XIX Dimensiuni: DB: 11 cm; DG: 23 cm Material: lut; angobă; smalț | Formă tronconică aplatizată; decorul ordonat în registre. Bordura decorată prin apăsarea în lutul moale: între două cercuri o ghirlandă de frunze, pe fundul vasului motiv avimorf: cocoș. Decorul este sgrafitat și apoi colorat cu cornul; pe fond alb cu albastru. | Muzeul Județean de Istorie și Arheologie Maramureș, Baia Mare | Cimec    |
|      | Oală cu două toarte                      | Datare: Sfârșitul sec. XIX Dimensiuni: DB: 19 cm; DG: 19,5 cm Material: lut; angobă; smalț | Formă bitronconică, cu două torți ce pornesc de pe porțiunea de gabarit maxim și se prind de vas sub buza acestuia. Decorul este realizat prin brâu alveolar ce înconjoară vasul chiar pe sub torți. Suprafața vasului între acest brâu și până la gură este acoperită cu alte brâuri care se încrucișează. Torțile sunt decorate cu un brâu de lut. Imediat sub gura vasului se află motivul funiei realizat prin incizare. | Muzeul Județean de Istorie și Arheologie Maramureș, Baia Mare | Cimec    |
|      | Blid                                     | Datare: Sf. sec. XIX Dimensiuni: DB: 9,5 cm; DG: 23 cm Material: lut; angobă; smalț; coloranți | Formă tronconică. Decor amplasat pe registre. Pe buza vasului valul între două cercuri; pe pereți motive florale: lalea; motive geometrice: val, punct; pe fundul vasului pomul vieții. Pe fond brun deschis decor realizat cu cornul cu alb și verde. Piesă specifică pentru producția centrului Târgu Lăpuș la începutul secolului al XX-lea. | Muzeul Județean de Istorie și Arheologie Maramureș, Baia Mare | Cimec    |
|      | Blid                                     | Datare: Sfârșitul sec. XIX Dimensiuni: DB: 9 cm; DG: 21,5 cm Material: lut; angobă; smalț; coloranți | Formă tronconică. Decor amplasat pe registre. Pe buza vasului valul între două cercuri; pe pereți motive geometrice: triunghi, val, punct; pe fundul vasului pomul vieții. Pe fond brun deschis decor realizat cu cornul cu alb și verde. Piesă specifică pentru producția centrului Târgu Lăpuș la începutul secolului al XX-lea. | Muzeul Județean de Istorie și Arheologie Maramureș, Baia Mare | Cimec    |

## Fond
| Foto | Informații generale                                       | Detalii tehnice | Descriere | Deținător                               | Legături |
| ---- | --------------------------------------------------------- | --- | --- | --------------------------------------- | -------- |
|      | Poartă - stâlp                                            | Datare: 3/4 secolul al XIX-lea Descoperit: jud. Maramureș, com. Rona de Jos, Rona de Jos Material: lemn de stejar; cioplit cu securea, scobit, dăltuit cu dalta, încrestat | Stâlpul are formă dreptunghiulară: stâlpul propriu-zis și partea de jos (baza) care se îngroapă în pământ și sus o parte care se îmbucă în pragul porții. Ormanentul este așezat pe toată lungimea stâlpului, constând într-un corp circular reliefat, înfășurat în „funie”, aceasta din nou reliefată în centrul stâlpului. Marginea este decorată cu dinți de fierăstrău în relief. Colorit: culoarea naturală a lemnului. | Muzeul Maramureșului, Sighetu Marmației | Cimec    |
|      | Sculptură                                                 | Datare: 4/4 secolul al XIX-lea Descoperit: jud. Maramureș, com. Strâmtura, Strâmtura Material: lemn de stejar, tăiat, cioplit, secure, dalta, ciocan | Stâlpul este amplasat la intrarea în șatră, în pridvor, fixat prin dăltuire în treapta prispei. Sculptură în ronde-bose dintr-o singură bucată de lemn în formă dreptunghiulară finalizată cu un cap de om. Colorit: culoarea naturală a lemnului. | Muzeul Maramureșului, Sighetu Marmației | Cimec    |
|      | Întâmpinarea Domnului                                     | Datare: 4/4 secolul al XVIII-lea Descoperit: jud. Maramureș, com. Bârsana, Oncești Material: lemn, gips, câlți, culori tempera, tempera pe lemn, pictat cu pensula | Icoana prezintă în partea dreaptă a compoziției pe Fecioara Maria și Iosif, iar în partea stângă pe Sf. Simeon ținând în brațe pe Isus. Central este redată o masă pe fond roșu, iar pe masă se află o carte deschisă. În spatele Mariei și al lui Iosif apare un personaj. Maria poartă maforion roșu cu cele trei stele (una pe creștet, două pe umeri) ce semnifică divinitatea Mariei. Aceasta ține mâinile întinse pentru a-l primi pe Isus. Iosif ține mâna pe piept. În partea superioară, central, dintr-o arcadă, coboară un policandru care luminează puternic compoziția. În fundal apar elemente de arhitectură cu clădiri de epocă. Pavimentul este rombat. | Muzeul Maramureșului, Sighetu Marmației | Cimec    |
|      | Nașterea lui Iisus                                        | Datare: 3/4 secolul al XVIII-lea Descoperit: jud. Maramureș, com. Călinești, Călinești Material: lemn, gips, câlți, culori tempera, tempera pe lemn, pictat cu pensula | În mijlocul compoziției este zugrăvită ieslea lui Isus. În spatele ieslei, în staul este zugrăvit un animal, dar corpul lui este mascat de iesle, apărând doar capul. În partea stângă a compoziției se află cei trei magi, cu daruri în mâini. În spatele lor apar bustul a două personaje (un bărbat și o femeie). În dreapta compoziției apar Iosif cu Maria redați în picioare. Maria este îmbrăcată într-un maforion roșu, pe care se găsesc trei stele (una pe creștet și celelalte două pe umeri). În partea de sus a compoziției, central, apare steaua călăuzitoare, din care o rază mare de lumină coboară spre Isus. Colorit: alb, roșu, albastru, negru. | Muzeul Maramureșului, Sighetu Marmației | Cimec    |
|      | Întâmpinarea Domnului                                     | Datare: 2/4 secolul al XVIII-lea Descoperit: jud. Maramureș, com. Bogdan Vodă, Bogdan Vodă Material: lemn, gips, câlți, culori tempera, tempera pe lemn, pictat cu pensula | În partea dreaptă a compoziției apar Iosif și Maria care vin în întâmpinarea Domnului Isus. În stânga compoziției apare Sf. Simeon ținându-l pe Isus în brațe. Central se găsește o masă, pe fond verde, iar pe masă se află o carte închisă. Fecioara Maria stă cu mâinile împreunate ca pentru rugăciune. Sf. Simeon poartă pe cap o coroană. Central sus, pe un fundal aurit cu frunze, apare un policandru. Veșmintele sfinților sunt de culoare galbenă, maro, roșie, iar rochia de dedesubt de culoare albastră. Pavimentul este rombat. În fundal apar elemente de arhitectură cu clădiri de epocă. Colorit: albastru, roșu, verde, alb, auriu, maro deschis, negru. | Muzeul Maramureșului, Sighetu Marmației | Cimec    |
|      | Madona cu Pruncul                                         | Datare: 4/4 secolul al XVIII-lea Descoperit: jud. Maramureș, com. Bârsana, Nănești Material: lemn, gips, câlți, culori tempera, tempera pe lemn, pictat cu pensula | Pictura este pe scândură (3 bucăți lipite între ele). Icoana prezintă pe Fecioara Maria cu Pruncul în brațe. Fecioara Maria este redată cu coroană pe cap, îmbrăcată cu maforion roșu, punctat pe margini și cu cele trei stele – divinitatea Mariei, ținând în brațe, pe mâna stângă, pe Isus, iar cu mâna dreaptă arată spre acesta. Isus apare și el încoronat, ținând în mâna stângă o carte închisă, iar cu dreapta binecuvântează. Coroanele despart aureola în două. Ornamentele de pe coroane sunt puternic scoase în relief. Fundalul este aurit, apar incizate elemente vegetale. Aureolele sunt incizate. Colorit: auriu, roșu, verde, galben, alb, negru. | Muzeul Maramureșului, Sighetu Marmației | Cimec    |
|      | Înălțarea Domnului                                        | Datare: 4/4 secolul al XVIII-lea Descoperit: jud. Maramureș, com. Bârsana, Oncești Material: lemn, gips, câlți de cânepă, culori tempera, tempera pe lemn, pictat cu pensula | Pictura este pe scândură (2 bucăți). Pictura prezintă pe Isus ca figură centrală, încadrat într-un medalion oval, pe un fond deschis. De o parte și alta a lui se găsesc doi apostoli. Isus stă cu mâinile larg deschise, binecuvântând. În partea inferioară a compoziției, apar în colțul din stânga compoziției o femeie, iar în cel din dreapta un bărbat. În mijloc apare un al treilea personaj, redat oblic. Personajele din partea inferioară fac gesturi de uimire. Colorit: roșu, verde, alb. | Muzeul Maramureșului, Sighetu Marmației | Cimec    |
|      | Sfântul Vasile cel Mare și Sfântul Nicloae                | Datare: 1/4 secolul al XIX-lea Descoperit: jud. Maramureș, com. Bârsana, Oncești Material: lemn, gips, câlți, culori tempera, tempera pe lemn, pictat cu pensula | Compoziția îi prezintă pe cei doi sfinți îmbrăcați în veșminte arhierești, cu mitră episcopală. Pe mitre apare în partea de sus câte o cruce mică. Mitra împarte aureolele în două. Sfinții țin în mâna stângă câte o carte închisă, iar cu dreapta binecuvântează. Patrafirele le sunt ornamentate cu motivul crucii, pe același fond cromatic. În partea superioară a compoziției, central și în cele două colțuri câte un element floral – ruje. Rama este ornamentală cu o linie văluită în relief. Pavimentul este rombat. Colorit: albastru, roșu, ocru, auriu, portocaliu, negru, maro. | Muzeul Maramureșului, Sighetu Marmației | Cimec    |
|      | Intrarea în Ierusalim a lui Iisus Hristos                 | Datare: 4/4 secolul al XVIII-lea Descoperit: jud. Maramureș, com. Borșa, Borșa Material: lemn, gips, câlți, culori tempera; tempera pe lemn, pictat cu pensula | În centrul compoziției apare Isus Hristos călare pe un asin cu amândouă picioarele de aceeași parte. Cu mâna dreaptă binecuvântează. În stânga compoziției, sus, apostolii care îl urmează pe Isus. În dreapta, o mulțime de oameni îl întâmpină pe Isus cu ramuri de măslin în mâini, în fața porților semideschise. Unii aruncă pe drumul pe care vine Isus ramuri de măslin și își întind veșmintele. În fundal apar elemente de arhitectură din orașul Ierusalim. Colorit: alb, roșu, maro, verde, negru. | Muzeul Maramureșului, Sighetu Marmației | Cimec    |
|      | Fecioara cu pruncul                                       | Datare: 2/2 secolul al XVIII-lea Descoperit: jud. Maramureș, com. Borșa, Borșa Material: lemn, gips, câlți, culori tempera, tempera pe lemn, pictat cu pensula | Central apare Fecioara Maria ținându-l pe mâna stângă pe Isus. Acesta binecuvântează cu mâna dreaptă. Maforionul Mariei este roșu. Pe fundalul maro, încadrate în chenare dreptunghiulare apar inscripționate numele personajelor. În partea superioară, compoziția este despărțită de ramă printr-o arcadă în relief. Centrul arcadei este lipit de ramă. Acest chenar, care este pe un fond albastru, are în colțuri două motive florale reliefate. Părțile laterale și partea inferioară a compoziției sunt împărțite de ramă printr-un brâu scos în relief. Acest chenar este pe fond roșu. Rama este sculptată cu motivul fundei răsucite. Colorit: roșu, albastru, auriu, maro. | Muzeul Maramureșului, Sighetu Marmației | Cimec    |
|      | Madona cu Pruncul                                         | Datare: 1/4 secolul al XIX-lea Descoperit: jud. Maramureș, com. Sighetu Marmației, Sighetu Marmației Material: lemn, gips, câlți, culori tempera, tempera pe lemn, pictat cu pensula | Pe un fundal argintiu pe care sunt incizate elemente vegetale, este zugrăvită imaginea Fecioarei Maria ținând pe brațul stâng pe Isus, îmbrăcat în veșminte arhierești, cu amoforul mic, împodobit cu o cruce pe mijloc, ține în mână Biblia. Fecioara Maria îmbrăcată în veșminte ample, cu maforionul întrerupt pe creștet de o linie șerpuită de culoare argintie, iar coroana împarte aureola în două. Pe veșmântul de la piept – un element decorativ în formă de stea, iar pe umăr este conturat un motiv floral. Colorit: argintiu, roșu, verde închis, verde deschis, negru. | Muzeul Maramureșului, Sighetu Marmației | Cimec    |
|      | Iisus Învățător                                           | Datare: 4/4 secolul al XVIII-lea Descoperit: jud. Maramureș, com. Călinești, Călinești Material: lemn, gips, câlți, culori tempera, tempera pe lemn, pictat cu pensula | Pictura îl redă pe Isus. Acesta ține în mâna stângă o carte închisă în poziție oblică, iar cu mâna dreaptă binecuvântează. Toată compoziția este încadrată cu motivul funiei răsucite în relief. În partea de sus, de o parte și de alta sunt prezentați Fecioara Maria și Sf. Ioan pe nori albi, conturați cu maro. Veșmântul lui Isus este colorat în albastru cu marginile realizate în linie punctată, neagră. Colorit: maro, alb, verde, roșu, albastru, negru. | Muzeul Maramureșului, Sighetu Marmației | Cimec    |
|      | Adormirea Maicii Domnului                                 | Datare: 4/4 secolul al XVIII-lea Descoperit: jud. Maramureș, com. Bârsana, Oncești Material: lemn, gips, câlți, culori tempera, tempera pe lemn, pictat cu pensula | Partea superioară a compoziției se desfășoară în trei registre verticale delimitate cromatic. În registrul central Isus ține sufletul Mamei Sale pe brațul drept sub chipul unei fetițe înfășate cu capul nimbat. În fundal în cele două colțuri apar elemente de arhitectură – ferestre și colonade colorate în roșu, cu linii oblice accentuate și mici pete de culoare negre. În celelalte două registre din stânga și din dreapta sunt înfățișați apostolii. În partea dreaptă a compoziției, în prim plan, la căpătâiul Maicii Domnului apare Sf. Petru cu o cădelniță în mână. În partea inferioară central, catafalcul pe care se află Maica Domnului, înveșmântată în maforion roșu ocupă cea mai mare parte a compoziției. În partea de jos a catafalcului se află Arhanghelul Mihail cu o spadă în mână și un episcop cu mâinile îndreptate spre catafalc. Colorit: alb, verde, roșu, albastru, argintiu. | Muzeul Maramureșului, Sighetu Marmației | Cimec    |
|      | Tăierea capului Sfântului Ioan Botezătorul                | Datare: 4/4 secolul al XVIII-lea Descoperit: jud. Maramureș, com. Vișeu de Sus, Vișeu de Mijloc Material: lemn, gips, câlți, culori tempera, pânză, tempera pe pânză, pictat cu pensula | Compoziția este împărțită în două registre printr-o linie neagră orizontală puternic conturată. Registrul inferior prezintă tăierea capului Sf. Ioan. În partea stângă a compoziției apare un soldat cu o tunică, ținând în mâna stângă o sabie, iar cu mâna dreaptă curăță sabia cu o cârpă. În partea dreaptă a compoziției apare Sf. Ioan stând în genunchi, iar capul tăiat se află la picioarele lui. Aureola Sfântului Ioan este incizată în lemn. Toată scena este lucrată pe un fond alb. În fundal apar elemente de arhitectură. Registrul superior prezintă aducerea capului Sfântului Ioan. La masa pregătită pentru ospăț se află trei persoane: o femeie, împăratul și un soldat. O arcadă în relief, ca un „arc de triumf” încadrează chipurile celor trei personaje. În dreapta compoziției un bărbat ține capul Sfântului Ioan. Împăratul ține mâinile întinse pentru a primi capul. În fundal apar elemente de arhitectură, un castel cu ușa centrală ornamentată cu motive geometrice. În jurul mesei se găsesc elemente florale care echilibrează compoziția. Colorit: alb, roșu, verde, negru.    | Muzeul Maramureșului, Sighetu Marmației | Cimec    |
|      | Adormirea Maicii Domnului                                 | Datare: 1791 Descoperit: jud. Maramureș, com. Călinești, Călinești Material: lemn, gips, câlți, culori tempera, tempera pe lemn, pictat cu pensula | În mijlocul apostolilor care veghează la catafalcul Mariei, Isus ține la piept sufletul mamei sale sub forma unui prunc – simbolul curățeniei și al nevinovăției. La capul Sfintei Fecioare, unul dintre apostoli este prezentat în întregime cu o cădelniță în mână. În partea inferioară a compoziției este redat un arhanghel cu o sabie în mână și un preot care stă cu mâinile întinse către Fecioară. Colorit: auriu, albastru, roșu, verde, negru, alb. | Muzeul Maramureșului, Sighetu Marmației | Cimec    |
|      | Iisus Învățător                                           | Datare: 1/4 secolul al XVIII-lea Descoperit: jud. Maramureș, com. Călinești, Cornești Material: lemn, gips, câlți, culori tempera, tempera pe lemn, pictat cu pensula | Pictură pe scândură (2 bucăți). Pictura îl prezintă pe Isus, ținând în mâna stângă o carte deschisă, iar cu dreapta binecuvântează. Un cadru îngust din lemn este suprapus pe icoană, pe trei laturi ale compoziției. În partea superioară în cele două colțuri, apare câte un element floral. Chipul lui Isus este încadrat într-o arcadă cu elemente în relief. Pe fundal apar elemente vegetale incizate pe un fond argintiu. Pe ramă apare o linie șerpuită dispusă în formă de brâu. Colorit: auriu, roșu, albastru, maro. | Muzeul Maramureșului, Sighetu Marmației | Cimec    |
|      | Arhanghelul Mihail                                        | Datare: 2/4 secolul al XVIII-lea Descoperit: jud. Maramureș, com. Borșa, Borșa Material: lemn, gips, câlți, culori tempera, tempera pe lemn, pictat cu pensula | Compoziția îl prezintă pe Arhanghelul Mihail. Arhanghelul Mihail ocupă toată suprafața compoziției. În mâna dreaptă ține o sabie, iar în stânga teaca. Un brâu îngust, în relief, brăzdează compoziția pe cele două laturi. Chipul arhanghelului este mărginit în partea superioară de o arcadă, format dintr-un șir de romburi sculptate, alternate cromatic. Deasupra arcadei, care delimitează și spațiul compoziției de ramă, pe un fond albastru închis, apar motive florale. Tot în acest spațiu găsim aceleași elemente care formează arcade, dar grupate câte trei. Spațiul dintre brâu și ramă este marcat de-asemenea de motive florale. Colorit: roșu, auriu, verde, bordo. | Muzeul Maramureșului, Sighetu Marmației | Cimec    |
|      | Arhanghelul Mihail                                        | Datare: 1/4 secolul al XVIII-lea Descoperit: jud. Maramureș, com. Borșa, Borșa Material: lemn, gips, câlți, culori tempera, tempera pe lemn, pictat cu pensula | Pictură pe lemn realizată din două bucăți unite care s-au îndepărtat datorită uscării lemnului. Arhanghelul Mihail ocupă întreaga suprafață a icoanei, ține sabia în mâna dreaptă, iar cu stânga teaca. În fundal, pe un fond auriu, apar motive fitomorfe. Compoziția este delimitată în partea superioară de o arcadă a cărei centru este lipit de ramă. În colțurile de sus apar doi îngeri de după nori. Arcada și părțile laterale care se unesc cu arcada sunt puternic reliefate cu motive fitomorfe (frunza de stejar). Rama superioară și cele laterale sunt ornamentate cu motivul funiei răsucite. Partea de jos a ramei este marcată de o funie dublă în relief. Compoziția este încadrată pe părțile laterale de un cadru îngust din lemn, suprapus pe scândură. Chenarul este în albastru. Colorit: alb, auriu, roșu, albastru, maro și negru. | Muzeul Maramureșului, Sighetu Marmației | Cimec    |
|      | Iisus Învățător                                           | Datare: 4/4 secolul al XVIII-lea Descoperit: jud. Maramureș, com. Bârsana, Oncești Material: lemn, gips, câlți de cânepă, culori tempera; tempera pe lemn, pictat cu pensula | Icoana îl prezintă pe Isus, ținând în mâna stângă cartea deschisă, iar cu dreapta binecuvântează. În fundal apar motive fitomorfe, dar și pe rama ornamentată cu linii drepte paralele în relief. În partea superioară, într-un medalion în formă de cerc este redată Răstignirea lui Isus pe o cruce mare colorată în roșu. La picioarele lui Isus este semnul morții. De-o parte și de alta a crucii se află Fecioara Maria și Sf. Ioan. Colorit: auriu, roșu, verde, albastru, alb, negru. | Muzeul Maramureșului, Sighetu Marmației | Cimec    |
|      | Buduroi                                                   | Datare: 4/4 secolul al XIX-lea Descoperit: jud. Maramureș, com. Săcel, Săcel Material: lemn; cioplit, scobit cu barda, securea, dalta | Confecționat dintr-un singur trunchi de copac (o bucată masivă) scobit în interior. Fundul confecționat tot din lemn este aplicat. Butoiul este prevăzut cu o toartă în care s-a decupat un orificiu ce servește la prindere. Toarta este lucrată din aceeași bucată. Cromatica: culoarea naturală a lemnului. | Muzeul Maramureșului, Sighetu Marmației | Cimec    |
|      | Botezul Domnului                                          | Datare: 1/4 secolul al XIX-lea Descoperit: jud. Maramureș, com. Ieud, Ieud Material: sticlă, culori tempera, lemn, lianți; pictură pe dosul sticlei, în tehnica în oglindă, desenat cu penița și pictat cu pensula | În stânga compoziției este redat Ioan Botezătorul ținând mâna stângă deasupra capului lui Isus, iar cu mâna dreaptă arată spre Duhul Sfânt. În partea dreaptă apare Îngerul ce ține în mâini marama. Între cei doi este redat Isus, cu trupul dezgolit, ținând mâinile împreunate la piept, stând în apă. Sus, central este redat Duhul Sfânt stilizat în porumbel, fiind încadrat de un semicerc cu raze. În jumătatea superioară a compoziției apar elemente florale - trandafiri roșii și lalele albastre. Colorit: albastru deschis, roșu-carmin, verde închis, galben-muștar, alb, albastru închis, turcoaz, negru. | Muzeul Maramureșului, Sighetu Marmației | Cimec    |
|      | Iisus și vița de vie                                      | Datare: 2/4 secolul al XIX-lea Descoperit: jud. Maramureș, com. Săcel, Săcel Material: sticlă, culori tempera, lemn, lianți; pictură pe dosul sticlei, în tehnica în oglindă, desenat cu penița și pictat cu pensula | Isus este redat în picioare pe lespedea mormântului său. Partea superioară a trupului este încadrată ca o arcadă de vița de vie din care Isus stoarce un ciorchine de strugure într-un potir. În colțuri apar pete de culoare - cercuri punctate cu negru. Colorit: alb, roșu, verde, albastru indigo, galben. | Muzeul Maramureșului, Sighetu Marmației | Cimec    |
|      | Sfântul Nicolae                                           | Datare: 1/4 secolul al XIX-lea Descoperit: jud. Maramureș, com. Sighetu Marmației, Sighetu Marmației Material: sticlă, culori tempera, lemn, lianți; pictură pe dosul sticlei, în tehnica în oglindă, desenat cu penița și pictat cu pensula                                                                                | Sfântul Nicolae, redat central, îmbrăcat în haine arhierești, ține în mâna stângă Cartea Sfântă închisă, iar cu mâna dreaptă binecuvântează. De o parte și de alta a chipului sfântului sunt redați pe nouri, în dreapta Fecioara Maria cu mâinile împreunate la piept, iar în partea stângă Isus Hristos ținând Biblia în mâna dreaptă, iar cu mâna stângă arată spre Sf. Nicolae. În colțurile superioare apar două elemente florale mari - trandafiri. Se remarcă crucile aurite cu foiță de aur de pe patrafir. Nimburile sunt tot pictate cu foiță de aur. Colorit: alb, maro, roșu deschis, roșu închis, albastru închis, negru. | Muzeul Maramureșului, Sighetu Marmației | Cimec    |
|      | Sfinții Petru și Pavel                                    | Datare: 3/4 secolul al XIX-lea Descoperit: jud. Maramureș, com. Rozavlea, Șieu Material: sticlă, culori tempera, lemn, lianți; pictură pe dosul sticlei, în tehnica în oglindă, desenat cu penița și pictat cu pensula | Icoana îi reprezintă pe Sfinții Apostoli Petru și Pavel în prim plan. Sf. Petru ține în mâna dreaptă cheia, iar Sf. Pavel are o sabie în mâna stângă. În fundalul compoziției este prezentată o biserică. Elementele florale sub formă de frunze și flori sunt prezente în colțurile superioare, dar și în partea de jos, între cei doi sfinți. Remarcăm și prezența elementelor geometrice - linii și cercuri. Nimburile sunt aurite cu foiță de aur. Colorit: albastru deschis, albastru închis, roșu închis, alb, maro, galben, verde, negru, foiță de aur. | Muzeul Maramureșului, Sighetu Marmației | Cimec    |
|      | Ioan Botezătorul cu mielul și Iisus; Îngroparea lui Iisus | Datare: 3/4 secolul al XIX-lea Descoperit: jud. Maramureș, com. Rozavlea, Rozavlea Material: sticlă, culori tempera, lemn, lianți; pictură pe dosul sticlei, în tehnica în oglindă, desenat cu penița și pictat cu pensula                                                                                                  | Icoana este împărțită în două scene. În scena inferioară este redat trupul alb al lui Isus, întins orizontal pe un catafalc alb, așezat pe o masă străjuită de doi îngeri. Deasupra trupului lui Isus, într-un chenar pe un fond galben muștar, apare globul pământesc cu crucea pe el, iar de o parte și de alta a acestuia câte două lumânări. În scena superioară a compoziției, în două medalioane sunt încadrați, în partea dreaptă, Pruncul Isus cu globul pământesc în mâini; în partea stângă Ioan Botezătorul cu mielul în brațe, ambii șezând pe o ghirlandă de flori. În partea superioară a icoanei apar câte trei nori, central și în colțuri. Pe părțile laterale ale compoziției apar motive fitomorfe. Colorit: albastru închis, alb, galben-muștar, roșu, maro, verde, negru. | Muzeul Maramureșului, Sighetu Marmației | Cimec    |
|      | Maica Domnului Îndurerată                                 | Datare: 1/2 secolul al XIX-lea Descoperit: jud. Maramureș, com. Rozavlea, Rozavlea Material: sticlă, culori tempera, lemn, lianți; pictură pe dosul sticlei, în tehnica în oglindă, desenat cu penița și pictat cu pensula                                                                                                  | Icoana o reprezintă pe Maica Îndurerată cu mâinile împreunate. În stânga ei apare Isus răstignit ca simbol al durerii, motiv pentru care este și de dimensiuni mai mici față de Maica Domnului, care apare fără aureolă. Colorit: negru, roșu, alb, maro. | Muzeul Maramureșului, Sighetu Marmației | Cimec    |
|      | Sfânta Treime                                             | Datare: 1/2 secolul al XIX-lea Descoperit: jud. Maramureș, com. Sighetu Marmației, Sighetu Marmației Material: sticlă, culori tempera, lemn, lianți; pictură pe dosul sticlei, în tehnica în oglindă, desenat cu penița și pictat cu pensula                                                                                | Icoana prezintă Sfânta Treime. În stânga compoziției apare Tatăl, în dreapta Fiul iar sus, sub forma unui porumbel, este Sf. Duh, delimitat de restul compoziției de nori albi dispuși sub formă de semicerc. Colțurile superioare sunt marcate de un motiv floral – floare de crin. Tatăl binecuvântează cu mâna stângă, iar Fiul ține în mâna dreaptă o cruce. Colorit: roșu, verde, alb, auriu, negru, albastru. | Muzeul Maramureșului, Sighetu Marmației | Cimec    |
|      | Maica Domnului cu Pruncul                                 | Datare: 1/2 secolul al XIX-lea Descoperit: jud. Maramureș, com. Călinești, Călinești Material: sticlă, culori tempera, lemn, lianți; pictură pe dosul sticlei, în tehnica în oglindă, desenat cu penița și pictat cu pensula                                                                                                | Maica Domnului îl ține pe brațul dreapt pe Isus, iar cu mâna stângă arată spre acesta. Isus ține în mâna stângă globul, iar cu dreapta binecuvântează. În fundal apare spătarul unui tron bine conturat printr-o bandă de culoare verde. Trăsăturile chipurilor sunt puternic conturate cu negru. Colorit: roșu, verde, alb, negru. | Muzeul Maramureșului, Sighetu Marmației | Cimec    |
|      | Cei Trei Sfinți                                           | Datare: 1/2 secolul al XIX-lea Descoperit: jud. Maramureș, com. Bârsana, Oncești Material: sticlă, culori tempera, lemn, lianți; pictură pe dosul sticlei, în tehnica în oglindă, desenat cu penița și pictat cu pensula | Cele trei personaje: Grigore, Ioan și Vasile sunt reprezentate în picioare ținând în mâna stângă Cartea Sfântă închisă iar cu dreapta făcând gestul retorului. Colorit: maro, auriu, alb, albastru. | Muzeul Maramureșului, Sighetu Marmației | Cimec    |
|      | Sfinții Împărați Constantin și Elena                      | Datare: 2/4 secolul al XIX-lea Descoperit: jud. Maramureș, com. Bârsana, Oncești Material: sticlă, culori tempera, lemn, lianți; pictură pe dosul sticlei, în tehnica în oglindă, desenat cu penița și pictat cu pensula | Icoana prezintă pe Sfinții Împărați Constantin și Elena de o parte și de alta a crucii, în jurul căreia, în partea de sus se află un cerc cu raze, fiecare ținând câte o mână pe cruce. La baza crucii apar două lujere. Coroanele sfinților împart aureola în două. Pe cruce apar elemente geometrice - romburi cu pete de culoare. Jumătatea superioară este încadrată de elemente florale mari. Colorit: albastru închis, roșu, verde, galben, alb, negru, maro, foiță de aur pe cruce și aureole. | Muzeul Maramureșului, Sighetu Marmației | Cimec    |
|      | Răstignirea lui Iisus Hristos                             | Datare: 1/2 secolul al XIX-lea Descoperit: jud. Maramureș, com. Sighetu Marmației, Sighetu Marmației Material: sticlă, culori tempera, lemn, lianți; pictură pe dosul sticlei, în tehnica în oglindă, desenat cu penița și pictat cu pensula                                                                                | Icoana reprezintă răstignirea lui Isus. De o parte și alta a crucii sunt două medalioane în care sunt reprezentați Maria și Ioan. O arcadă roșie desparte cele două culori de fond: verde în interior și albastru în exterior. Colorit: albastru, roșu, alb, negru, verde. | Muzeul Maramureșului, Sighetu Marmației | Cimec    |
|      | Madona cu Pruncul                                         | Datare: 2/4 secolul al XIX-lea Descoperit: jud. Maramureș, com. Ieud, Ieud Material: sticlă, culori tempera, lemn, lianți; pictură pe dosul sticlei, în tehnica în oglindă, desenat cu penița și pictat cu pensula | Icoana prezintă pe Fecioara Maria, îmbrăcată în maforion roșu, ținând pe Pruncul Isus în brațe. Întreaga scenă este încadrată de motive florale, închizând partea superioară a compoziției ca o aureolă. Apar motive florale și pe aureole. Colorit: carmin, albastru-indigo, galben, negru, alb, verde. | Muzeul Maramureșului, Sighetu Marmației | Cimec    |
|      | Sfinții Împărați Constantin și Elena                      | Datare: 3/4 secolul al XIX-lea Descoperit: jud. Maramureș, com. Rozavlea, Rozavlea Material: sticlă, culori tempera, lemn, lianți; pictură pe dosul sticlei, în tehnica în oglindă, desenat cu penița și pictat cu pensula                                                                                                  | Central este redată o cruce monumentală, bicoloră (galben și roșu), cu motive geometrice (un șir vertical de linii). De o parte și de alta a crucii sunt redați Sf. Constantin ținând în mâna dreaptă crucea și Elena cu ramura de măslin în mâna stângă, ambii ținând câte o mână pe cruce. Pe cap, cei doi sfinți, poartă coroane împărătești. De la baza crucii se înalță două elemente florale - lalele de culoare albastră. Colorit: albastru deschis, roșu, verde, galben, alb, negru, albastru închis. | Muzeul Maramureșului, Sighetu Marmației | Cimec    |
|      | Maica Domnului Jalnică                                    | Datare: 2/4 secolul al XIX-lea Descoperit: jud. Maramureș, com. Săcel, Săcel Material: sticlă, culori tempera, lemn, lianți; pictură pe dosul sticlei, în tehnica în oglindă, desenat cu penița și pictat cu pensula | Maica Domnului este redată aproape pe întreaga suprafață a icoanei, cu mâinile împreunate la piept, îmbrăcată în maforion negru, cu diferite motive florale, iar pe gluga maforionului apar motive fitomorfe. În dreapta compoziției, dar de dimensiuni mult mai reduse, este prezentat Isus răstignit pe o cruce roșie. Întreaga scenă este încadrată de elemente florale. Colorit: albastru deschis, galben, negru, roșu, verde, alb. | Muzeul Maramureșului, Sighetu Marmației | Cimec    |
|      | Sfânta Treime                                             | Datare: 2/4 secolul al XIX-lea Descoperit: jud. Maramureș, com. Ieud, Ieud Material: sticlă, culori tempera, lemn, lianți; pictură pe dosul sticlei, în tehnica în oglindă, desenat cu penița și pictat cu pensula | Icoana prezintă Sfânta Treime - Isus și Dumnezeu redați în poziție șezândă, Isus ținând pe umărul drept crucea, iar Tatăl Sfânt ținând în mâna dreaptă crucea cu elemente florale, iar în stânga globul. Central, în partea superioară, este redat Duhul Sfânt stilizat în porumbel, încadrat într-un semicerc de motive florale. Mai apar elemente florale în colțurile superioare ale compoziției. Colorit: albastru deschis, galben-muștar, roșu deschis, roșu închis, negru, alb, verde, foiță de aur. | Muzeul Maramureșului, Sighetu Marmației | Cimec    |
|      | Sfânta Paraschiva                                         | Datare: 4/4 secolul al XIX-lea Descoperit: jud. Maramureș, com. Sighetu Marmației, Sighetu Marmației Material: sticlă, culori tempera, lemn, lianți; pictură pe dosul sticlei, în tehnica în oglindă, desenat cu penița și pictat cu pensula                                                                                | Sf. Paraschiva domină întreaga compoziție, ținând în mâna dreaptă ramura de măslin, iar în stânga crucea. Coroana împarte nimbul în două. Părțile laterale superioare sunt încadrate de elemente florale. Colorit: alb, roșu, galben, albastru, verde, negru. | Muzeul Maramureșului, Sighetu Marmației | Cimec    |
|      | Sfântul Dumitru                                           | Datare: 1/4 secolul al XX-lea Descoperit: jud. Maramureș, com. Rozavlea, Șieu Material: sticlă, culori tempera, lemn, lianți; pictură pe dosul sticlei, în tehnica în oglindă, desenat cu penița și pictat cu pensula | Temă rar întâlnită în icoanele de Nicula, Sf. Dumitru este redat ținând în mâini câte o cruce. Întreaga compoziție este încadrată de elemente florale. În partea superioară apare o inscripție în română redând tema icoanei. Colorit: albastru deschis, verde, galben, roșu închis, albastru închis, alb, maro, negru. | Muzeul Maramureșului, Sighetu Marmației | Cimec    |
|      | Îngroparea lui Iisus                                      | Datare: 2/4 secolul al XIX-lea Descoperit: jud. Maramureș, com. Rozavlea, Șieu Material: sticlă, culori tempera, lemn, lianți; pictură pe dosul sticlei, în tehnica în oglindă, desenat cu penița și pictat cu pensula | În prim plan este redat trupul alb al lui Isus așezat în poziție orizontală pe o masă, traversând lățimea cadrului. Alături de acesta, în picioare, apar trei personaje cu mâinile împreunate la piept, îmbrăcate în maforion roșu, care jelesc. Scena este străjuită de o mare cruce, simbolul morții lui Isus. În jumătatea superioară și în partea inferioară a compoziției apar elemente florale. Colorit: alb, carmin, galben, verde, negru. | Muzeul Maramureșului, Sighetu Marmației | Cimec    |
|      | Buna Vestire                                              | Datare: 1/4 secolul al XIX-lea Descoperit: jud. Maramureș, com. Rozavlea, Șieu Material: sticlă, culori tempera, lemn, lianți; pictură pe dosul sticlei, în tehnica în oglindă, desenat cu penița și pictat cu pensula | Icoana prezintă în partea stângă pe Fecioara Maria, îmbrăcată în maforion roșu, cu mâinile împreunate la piept, iar în partea dreaptă Îngerul cu mâna stângă binecuvântând-o pe Maria. Central, în partea superioară, apare Duhul Sfânt, stilizat în porumbel, încadrat într-un semicerc de culoare roșie, cu marginile conturate în verde, cu raze. Lateral, dar și între cei doi, apar elemente florale - lujere cu flori și frunze. Colorit: albastru deschis, galben, roșu, verde, albastru-indigo, alb, negru. | Muzeul Maramureșului, Sighetu Marmației | Cimec    |
|      | Fecioara cu Pruncul                                       | Datare: 1/2 secolul al XIX-lea Descoperit: jud. Maramureș, com. Săliștea de Sus, Săliștea de Sus Material: sticlă, culori tempera, lemn, lianți; pictură pe dosul sticlei, în tehnica în oglindă, desenat cu penița și pictat cu pensula                                                                                    | Icoana o prezintă pe Maica Domnului cu pruncul Isus în brațe. Maria îl ține pe Isus în mâna stângă și cu mâna dreapta arată spre acesta. Isus face semnul binecuvântării cu mâna dreaptă. Maria este îmbrăcată în maforion roșu, iar Isus în maforion verde. Colorit: roșu, verde, auriu, negru. | Muzeul Maramureșului, Sighetu Marmației | Cimec    |
|      | Țol                                                       | Datare: 4/4 secolul al XIX-lea Descoperit: jud. Maramureș, com. Săliștea de Sus, Săliștea de Sus Material: urzit cânepă, vopsit roșu, bătut lână; țesut în război, ales cu mâna în tehnica firelor întrepătrunse | Chenar îngust, galben cu rombulețe. Câmp roșu. Pe tot câmpul sunt dispuse regulat romburi cu creste, stele și rozete. Contur în scări. Colorit chimic: roșu, alb, portocaliu, violet, mov, verde deschis și închis, cenușiu – natural, galben. | Muzeul Maramureșului, Sighetu Marmației | Cimec    |
|      | Țol                                                       | Datare: 1/4 secolul al XX-lea Descoperit: jud. Maramureș, com. Budești, Sârbi Material: cânepă, lână; țesut în război orizontal, în 2 ițe în "t'eară", tehnica karamani, peste fire alese | Central, "roata" - rombul, ce încadrează "ruja", jumătăți de rujă, cruciulițe. Marginea - "pomuț" delimitat de fondul cromatic, exterior un rând de colțișori, către câmpul ornamental două rânduri de linii în zig-zag "corigauă". Marginea - hora, grupate câte trei figurine pe același fond cromatic, fiecare figurină are altă culoare. Cromatică: alb, roz, cărămiziu, verde, roșu, albastru. | Muzeul Maramureșului, Sighetu Marmației | Cimec    |
|      | Țol                                                       | Datare: 1/4 secolul al XX-lea Descoperit: jud. Maramureș, com. Rona de Jos, Rona de Jos Material: lână; tors, vopsit, țesut în război, ales | Covorul are formă dreptunghiulară, cu ornament organizat în câmp și chenare. Ornamentul din câmp constă în motive geometrice romboidale (roate). Ca elemente complementare apar jumătăți de romburi înspre ambele chenare. Chenarele sunt diferite - unul prezintă motivul pomului vieții, iar celălalt motivul horei, ambele fiind încadrate în pătrate diferite cromatic. Chenarele sunt delimitate înspre câmp și exterior de dinți de lup orientați diferit. Colorit: roșu, alb, albastru-indigo, galben-muștar, verde, roz, ocru. | Muzeul Maramureșului, Sighetu Marmației | Cimec    |
|      | Țol                                                       | Datare: 4/4 secolul al XIX/lea Descoperit: jud. Maramureș Material: urzit cânepă, bătut lână; țesut în război, ales cu mâna în tehnica Karamani și a firelor întrepătrunse | Pe o parte chenar compartimentat cu buchete de câte 3 flori geometrizate, pe cealaltă parte un șir de romburi alternate cu „cârlige”. De-a lungul țesăturii un șir de medalioane romboidale mari, cu câte 5 romburi mici, dispuse în interior. Colorit: mov închis, lila închis, ciclamen, galben, roșu, verde, alb, portocaliu – colorit strident. | Muzeul Maramureșului, Sighetu Marmației | Cimec    |
|      | Țol                                                       | Datare: 1/4 secolul al XX-lea Descoperit: jud. Maramureș, com. Desești, Desești Material: lână; cânepă; țesut în 2 ițe; ales cu mâna; ales printre fire; ales cu tăieturi - Karamani; urzit în 2 ițe; înnodat | Foaie de culme de formă dreptunghiulară. Ornamentul este grupat în câmp central și chenare pe axa mare. Ornamentul din câmp constă dintr-un rând continuu de romburi concentrice diferite cromatic. Cele două chenare prezintă compoziții diferite. Pe unul din chenare se desfășoară motivul "horei" - personaje feminine ținându-se de mână încadrate câte două într-o casetă, diferențiate cromatic. Spre exterior un rând de colțișori. Celălalt chenar - de asemenea împărțit în casete diferite colorate - are ca ornament motive geometrice, romburi și X-uri "rujă" și "crac". Cele două capete se termină cu franjuri scurte înnodate. Colorit: roșu, verde, galben, portocaliu, alb, verde deschis, roz, albastru închis, albastru deschis. | Muzeul Maramureșului, Sighetu Marmației | Cimec    |
|      | Țol                                                       | Datare: 2/4 secolul al XX-lea Descoperit: jud. Maramureș, com. Bârsana, Oncești Material: lână pentru bătătură, cânepă pentru urzeală; țesut, ales manual în război orizontal, în 2 ițe, în tehnica firelor întrepătrunse și în "ciur" la chenar, firele din urzeală la capete sunt legate simplu, înnodate și tăiate scurt | O singură foaie dreptunghiulară și față și dos. Câmp ornamental, chenar parțial (2 pe lungime). Câmpul ornamental compus dintr-un rând central longitudinal de romburi "roate" ce încadrează un motiv stelar cu un mic romb în mijloc. În fiecare colț al rombului mare se află câte un rombuleț. Rândul central longitudinal este alcătuit din 5 romburi, iar spre chenare este completat de semiromburi. Ornamentul din chenarul mare constă în stea și pomuț central, fiind delimitat de câmp de un rând de linii în zig-zag cu colții în exterior și două rânduri de "corigauă" spre câmp. Chenarul din lungime are câte un rând de colțișori de o parte și de alta orientați diferit. Marginea propriu-zisă este delimitată cromatic în "tăblii" - casete, în care sunt alternate motivele ornamentale: câte două X-uri așezate cap la cap în semiromburi și rombulețe și pomuț mic orientați diferit. Capetele covorului se termină cu o dungă (vârstă), linie mai lată și franjuri mici simple. Colorit: verde închis, vernil, bordo, galben, alb, roșu, galben deschis, albastru, roz, portocaliu, cărămiziu. | Muzeul Maramureșului, Sighetu Marmației | Cimec    |
|      | Țol                                                       | Datare: 3/4 secolul al XX-lea Descoperit: jud. Maramureș, com. Petrova, Petrova Material: lână pentru bătătură, cânepă pentru urzeală; țesut, ales manual în război orizontal în 2 ițe în tehnica firelor întrepătrunse și parțial "în ciur"                                                                                | O singură foaie dreptunghiulară cu față și dos, cu franjuri la capete, înnodate simplu, tăiate scurt. Compoziție cu câmp central și chenar parțial. Ornamentul din câmp se constituie din motive geometrice romboidale - "roate cu cârlige" - organizate într-un șir longitudinal - 6 roate în tot câmpul. Romburile conțin alte romburi mai mici și crucițe în mijloc, sunt legate prin rombulețe cu cruciță central, semiromburi spre margini. Covorul are chenar doar la laturile din axa mare, fiecare având o altă compoziție. Unul se constituie din motive antropomorfe (hora) - câte două personaje încadrate într-o casetă, diferită cromatic. Un rând de dinți delimitează chenarul de câmp și unul de colți ascuțiți în exterior. Celălalt chenar se constituie dintr-un corigău cu frunze, lucrate pe același fond cromatic. Colorit: verde - culoarea de fond a câmpului, roșu - culoarea de fond a unuia dintre chenare, albastru închis, negru, bordo, roz, galben, alb, portocaliu, albastru deschis, mov.                                                                                            | Muzeul Maramureșului, Sighetu Marmației | Cimec    |
|      | Țol                                                       | Datare: 4/4 secolul al XIX-lea Descoperit: jud. Maramureș Material: urzit cânepă, vopsit, bătut lână; șesut în rpzboi, ales cu mâna în tehnica Karamani | Ornamentul este dispus pe toată suprafața covorului, fiind compus din motive geometrice - romburi concentrice alungite, cu o cruce în mijloc - încadrate în casete verticale (câte un romb în fiecare casetă). Spre exterior rânduri de linii în zig-zag întrepătrunse, diferite cromatic. Capătul se finalizează cu câteva dungi înguste. Colorit vegetal: maro, albastru, ocru, alb, roșu închis. | Muzeul Maramureșului, Sighetu Marmației | Cimec    |
|      | Țol                                                       | Datare: 4/4 secolul al XIX-lea Descoperit: jud. Maramureș Material: urzit cânepă, bătut lână; țesut în război, ales cu mâna în tehnica Karamani și a firelor întrepătrunse | Fără chenar. Câmpul compus în benzi transversale, alternante, violet și albastru închis. Decor geometric – 4 șire de „pupeze”, între ele „stele”, dispuse de-a lungul. Colorit: albastru închis, violet, indigo, alb, galben, verde închis, roșu, verde deschis, mov. | Muzeul Maramureșului, Sighetu Marmației | Cimec    |
|      | Țol                                                       | Datare: 1/2 secolul al XX-lea Descoperit: jud. Maramureș, com. Sighetu Marmației, Sighetu Marmației Material: urzit cânepă, vopsit, bătut lână; țesut în război, ales cu mâna în tehnica firelor întrepătrunse | Ornamentul este organizat în câmp central și chenare de jur împrejur, identice câte două. Pe aceeași culoare de fond se desfășoară un șir longitudinal de romburi cu romburi mai mici în mijloc. Spre chenare câte 2 grebluțe unite într-un punct comun, orientate diferit. Pe chenarele din lungimea covorului ornamentul constă din motive florale geometrizate, încadrate în casete delimitate cromatic. Compoziția este delimitată de chenarele de pe axa mare de linia în zig-zag. În exterior, dinți de fierăstrău, câte trei pe același fond cromatic orientați spre interior. Chenarele de la capetele covorului sunt identice - motivul spicului. Cromatică: roșu, alb, verde închis, verde deschis, albastru închis, ciclamen, portocaliu. | Muzeul Maramureșului, Sighetu Marmației | Cimec    |
|      | Țol                                                       | Datare: 4/4 secolul al XIX-lea Descoperit: jud. Maramureș Material: urzit cânepă, bătut lână; țesut în război, ales cu mâna în tehnica Karamani și a firelor întrepătrunse | La capete câteva vărguțe. Fond violet, gălbui deschis. De-a lungul țesăturii sunt dispuse rânduri de motive geometrice: romburi concentrice dințate alternează cu romburi concentrice cu centrul în scări. Colorit: „vieux rose”, violet, galben, albastru închis, galben-muștar, galben pal, verde pal. | Muzeul Maramureșului, Sighetu Marmației | Cimec    |
|      | Țol                                                       | Datare: 4/4 secolul al XIX-lea Descoperit: jud. Maramureș, com. Ieud, Ieud Material: urzit cânepă, bătut lâna; țesut în război, ales cu mâna în tehnica firelor întrepătrunse | La capete, exterior, chenarul caracteristic în V-uri paralele. De jur împrejur un alt chenar galben, cu margini crenelate și romburi mici. Câmpul compus în compartimente transversale de-a lungul țesăturii, 3 șiruri de romburi cu cârlige dispuse în cuprinsul compartimentelor câmpului. Colorit chimic: galben, verde deschis, violet, bleumarin, alb, lila decolorat. | Muzeul Maramureșului, Sighetu Marmației | Cimec    |
|      | Țol                                                       | Datare: 4/4 secolul al XIX-lea Descoperit: jud. Maramureș Material: urzit cânepă, bătut lână; țesut în război, ales cu mâna în tehnica Karamani și a firelor întrepătrunse | Pe părți chenare dințate și compartimentate. Decor geometric în joc de fond continuu. Toată suprafața acoperită cu un joc de romburi concentrice cu margini în scări. Colorit: alb, albastru, verde, galben, brun deschis. | Muzeul Maramureșului, Sighetu Marmației | Cimec    |
|      | Țol                                                       | Datare: 4/4 secolul al XIX-lea Descoperit: jud. Maramureș Material: urzit cânepă, bătut lână; țesut în război, ales cu mâna în tehnica Karamani | Pe părți chenare înguste, dințate și compartimentate, câmp violet, la capete vișiniu deschis. De-a lungul țesăturii 3 rânduri de „pupeze”, între ele câte un rând de stele. Colorit: alb, albastru, negru, vișiniu, violet, albastru deschis, verde, galben-muștar, galben, verde. | Muzeul Maramureșului, Sighetu Marmației | Cimec    |
|      | Țol                                                       | Datare: 4/4 secolul al XIX-lea Descoperit: jud. Maramureș, com. Ocna Șugatag, Sat-Șugatag Material: urzit cânepă, bătut lână; țesut în război, ales cu mâna în tehnica Karamani și a firelor întrepătrunse | La capete chenare înguste, cu rombulețe. Pe părți chenare dințate, pe o parte chenar mai lat cu buchete de câte 3 garoafe, pe cealaltă un șir de romburi și „cârlige”. Decor geometric. Câmp indigo și violet – de-a lungul țesăturii, un șir de motive romboidale – „roata”. Colorit chimic: indigo, violet, alb, verde, mov, galben. | Muzeul Maramureșului, Sighetu Marmației | Cimec    |
|      | Țol                                                       | Datare: 1/4 secolul al XX-lea Descoperit: jud. Maramureș, com. Desești, Mara Material: lână pentru bătătură, cânepă pentru urzeală; țesut, ales manual în război orizontal în 2 ițe, în tehnica firelor întrepătrunse și parțial "în ciur"                                                                                  | O singură foaie dreptunghiulară cu față și dos, cu franjuri la capete, înnodate simplu, tăiate scurt. Ornamentul grupat în câmp central și chenar parțial. Ornamentul se constituie dintr-un șir longitudinal de motive geometrice romboidale (roate) - șapte romburi - și elemente complementare - semiromburi cu grebluțe spre chenare. Chenarul la una din laturi este încadrat între două rânduri de dinți orientați spre câmp și constă într-un șir de rombulețe cu cruce în mijloc grupate câte două în casete delimitate cromatic, iar celălalt este flancat de un rând de dinți orientați spre câmp și un rând de colți ascuțiți în exterior - ornamentul din chenar constând din rombulețe (roate) și X-uri (crac) încadrate tot în casete delimitate cromatic. Caetele se finalizează cu un rând de dinți mărunți. Colorit: roșu, alb, albastru, vernil, roșu închis, roz, galben. | Muzeul Maramureșului, Sighetu Marmației | Cimec    |
|      | Țol                                                       | Datare: 4/4 secolul al XVIII-lea Descoperit: jud. Maramureș, com. Ieud, Ieud Material: urzit cânepă, bătut lână; tors, vopsit, țesut – ales în războiul de țesut în tehnica firelor întrepătrunse | Decor geometric – romburi concentrice cu cruce în mijloc dispuse pe toată suprafața covorului. La capete jumătăți de romb, V-uri paralele delimitate de benzi înguste drepte („vârste”). Colorit: alb, negru, diverse nuanțe de maro. | Muzeul Maramureșului, Sighetu Marmației | Cimec    |
|      | Țol                                                       | Datare: 4/4 secolul al XVIII-lea Descoperit: jud. Maramureș, com. Sighetu Marmației, Sighetu Marmației Material: lână pentru bătătură, cânepă pentru urzeală; țesut, ales manual în război orizontal în 2 ițe, în tehnica firelor întrepătrunse și parțial "în ciur"                                                        | O singură foaie dreptunghiulară cu față și dos cu franjuri la capete, provenite din urzeală, înnodate simplu, tăiate scurt. Ornamentul în tot câmpul covorului și se constituie din linii în zig-zag, desfășurate în șiruri longitudinale pe axa mare. Capetele se finalizează cu două dungi înguste și franjuri. Colorit vegetal: vernil, maro, alb. | Muzeul Maramureșului, Sighetu Marmației | Cimec    |
|      | Țol                                                       | Datare: 2/4 secolul al XX-lea Descoperit: jud. Maramureș, com. Bârsana, Oncești Material: lână pentru bătătură, cânepă pentru urzeală; țesut, ales manual în război orizontal în 2 ițe în tehnica firelor întrepătrunse | O singură foaie dreptunghiulară, cu față și dos, cu franjuri la capete, provenite din urzeală. Compoziție cu câmp central și chenar pe toate laturile. Câmpul se compune din motive geometrice romboidale (roate) ce se desfășoară în trei șiruri longitudinale. Romburile conțin patru rombulețe în mijloc - semiromburi spre chenare. Chenarele din axa mare se constituie din motive antropomorfe - motivul horei - personajele fiind grupate câte trei într-o casetă, cu un rând de "pomuți" în exterior, orientați spre câmp. Chenarele din capete sunt diferite. Unul este delimitat de câmp printr-un rând de "pomuți", se compune dintr-un rând continuu de rombulețe, încadrat de linia în zig-zag "corigău", cu pomuți în exterior. Celălalt se constituie din linia în zig-zag - "corigău", dinți întrepătrunși ce alternează cu dungi înguste. Colorit: bordo, alb, roșu, verde, albastru, mov. | Muzeul Maramureșului, Sighetu Marmației | Cimec    |
|      | Țol                                                       | Datare: 1/4 secolul al XX-lea Descoperit: jud. Maramureș, com. Budești, Sârbi Material: lână pentru bătătură, cânepă pentru urzeală; țesut, ales manual în război orizontal în 2 ițe în tehnica firelor întrepătrunse cu capetele urzelii din lățime înnodate simplu (câte trei fire) și tăiate destul de lung - 7 cm       | Compoziție cu câmp central și chenar. Câmpul central are ornamentul repartizat în șiruri longitudinale - un șir longitudinal de motive florale puternic stilizate cu o cruce la mijloc cu un rombuleț care desparte cele patru brațe. Motivele florale sunt înconjurate de o parte și de alta de câte un șir longitudinal de motive geometrice romboidale "roate" legate între ele, finalizate la unul din capete cu semiromburi. În romburi sunt încadrate alte romburi mai mici și în acestea câte 4 crucițe. Chenarul - același pe toate laturile covorului constă din motive florale stilizate încadrate de "dinți", un rând continuu. Colorit: cafeniu (fondul câmpului și al chenarului), roșu închis (mohorât), albastru deschis ("ca ceriu"), alb, negru, roz, galben, albastru. | Muzeul Maramureșului, Sighetu Marmației | Cimec    |
|      | Țol                                                       | Datare: 1/2 secolul al XX-lea Descoperit: jud. Maramureș, com. Giulești, Berbești Material: lână pentru bătătură, cânepă pentru urzeală; țesut, ales manual în război orizontal în 2 ițe în tehnica firelor întrepătrunse și "în ciur" la capete cu franjuri, înnodate simplu câte 5 tăiate mai lung                        | Ornamentul este organizat în câmp central și chenare în lungime și lățime. Motivul ornamental din câmpul covorului este alcătuit din motive geometrice (romburi concentrice) - 7 romburi ordonate într-un singur rând pe toată lungimea covorului. Între romburi, către chenare, câte 2 grebluțe unite într-un punct. Chenarele longitudinale sunt diferite. Pe unul se desfășoară "hora", câte trei personaje diferite cromatic, încadrate în casete "tăblii". Celălalt chenar cuprinde motive florale cu tulpină, frunze, flori, ușor geometrizate. Ambele chenare sunt delimitate de exterior printr-un rând de colțișori orientați către câmpul covorului și două rânduri de linii în zig-zag delimitează chenarele de câmpul covorului. Și chenarele din axa mică sunt diferite - un chenar cu rombulețe mici cu cruce în mijloc, iar celălalt cu colți mari organizați în două rânduri, care se întrepătrund. Colorit: albastru "ca brândușa", roșu, gri, verde, galben deschis, portocaliu "ca tegla", roz, alb.                                                                                               | Muzeul Maramureșului, Sighetu Marmației | Cimec    |
|      | Țol                                                       | Datare: 2/4 secolul al XX-lea Descoperit: jud. Maramureș, com. Bârsana, Oncești Material: lână pentru bătătură, cânepă pentru urzeală; țesut, ales manual în război orizontal în 2 ițe în tehnica firelor întrepătrunse și parțial "în ciur"                                                                                | O singură foaie dreptunghiulară cu față și dos, cu franjuri la capete provenite din urzeală, înnodate simplu, tăiate scurt. Compoziție cu câmp central și chenar parțial (o latură din axa mare). Ornamentul din câmp se constituie din motive geometrice romboidale (roate) desfășurate în trei șiruri longitudinale cu rombuleț sau cruciță central, semiromburi spre capete. Câmpul este delimitat de chenar prin două rânduri de linii în zig-zag "corigău cu pup". Chenarul constă din motive antropomorfe, florale și zoomorfe încadrate în casete delimitate cromatic. Elementele florale sunt constituite din tulpină, frunze și "rujă" geometrizate aternează cu figuri umane - câte două personaje ținându-se de mână într-o casetă și cu personaje călare - hora și călăreți. Chenarul are în exterior un rând de dinți orientați spre câmp. Colorit: bordo - culoarea de fond a câmpului, alb, albastru, portocaliu, verde, roz, galben, roșu. | Muzeul Maramureșului, Sighetu Marmației | Cimec    |
|      | Țol                                                       | Datare: 2/4 secolul al XX-lea Descoperit: jud. Maramureș, com. Sighetu Marmației, Sighetu Marmației Material: lână pentru bătătură, cânepă pentru urzeală; țesut, ales manual în război orizontal, în 2 ițe, în tehnica firelor întrepătrunse și în "ciur"                                                                  | O singură foaie dreptunghiulară cu față și dos, cu franjuri la capete, provenite din urzeală. Compoziție cu câmp central și chenar parțial. Câmpul se constituie din motive astrale - stele, organizate în rânduri simetrice față de ambele axe. Pe axa mare sunt patru șiruri de elemente astrale, șirurile din mijloc având central un romb. Chenarele din axa mare sunt identice constituindu-se din motive antropomorfe - hora continuă - cu personajele încadrate în casete diferite cromatic - câte trei figurine într-o casetă. Chenarele sunt delimitate de câmp printr-un rând de dinți orientați spre interior, iar în exterior au un rând de colți. Unul din capete are pe același fond cromatic motivul horei, bordat de o dungă, iar celălalt se finalizează tot cu o dungă îngustă și cu franjuri. Colorit: negru - culoarea de fond a câmpului, roșu, galben, verde, alb, albastru. | Muzeul Maramureșului, Sighetu Marmației | Cimec    |
|      | Cruce de cimitir Autor: Onisim Conta (?)                  | Datare: 4/4 secol al XVIII-lea Descoperit: jud. Maramureș, com. Botiza, Botiza Material: piatră; cioplit, incizat; sculptat cu dalta | Isus Răstignit cu mâinile în poziție oblică. Pe cele 3 capete ale brațelor - câte o rozetă cu 6 petale înscrise în cerc. Într-o casetă în formă de dreptunghi, poziționat ușor oblic, se află o inscripție. De o parte și de alta a chipului lui Iisus sunt incizate 2 motive avimorfe - 2 păsări - orientate în aceași direcție (spre exterior). Ornamentul din jurul capului lui Iisus sugerează nimbul cu raze. În partea inferioară la baza crucii sunt 2 personaje feminine (Fecioara Maria și Maria Magdalena) care susțin pomul vieții realizat sub forma unui brad stilizat. | Muzeul Maramureșului, Sighetu Marmației | Cimec    |
|      | Cruce de cimitir Autor: Onisim Conta (?)                  | Datare: 4/4 secol al XVIII-lea Descoperit: jud. Maramureș, com. Botiza, Botiza Material: piatră; cioplit, incizat; sculptat cu dalta | Crucea îl reprezintă pe Cristos într-o manieră concisă cu evidente tendințe de simplificare. Decorul este realizat prin intermediul rozetelor, cu 6 petale, înscrise în cerc, amplasate pe cele două brațe laterale de sus ale crucii. | Muzeul Maramureșului, Sighetu Marmației | Cimec    |
|      | Cruce de cimitir Autor: Onisim Conta (?)                  | Datare: 4/4 secol al XVIII-lea Descoperit: jud. Maramureș, com. Botiza, Botiza Material: piatră; tăiat, cioplit, incizat; sculptat cu dalta | Crucea îl reprezintă pe Cristos într-o manieră concisă cu evidente tendințe de simplificare. Decorul este realizat prin intermediul rozetelor cu 6 petale, înscrise în cerc, amplasate pe cele două brațe laterale de sus ale crucii. | Muzeul Maramureșului, Sighetu Marmației | Cimec    |
|      | Cruce de cimitir Autor: Onisim Conta (?)                  | Datare: 4/4 secol al XVIII-lea Descoperit: jud. Maramureș, com. Botiza, Botiza Material: piatră; cioplit, incizat; sculptat cu dalta | Îl reprezintă pe Isus crucificat sculptat în relief. Cele trei brațe se finalizează cu trei rozete cu șase petale înscrise în cerc. De o parte și alta a chipului lui Isus, care se remarcă printr-o expresivitate deosebită, sunt sculptate cele două simboluri stelare - Soarele și Luna, iar deasupra printr-un chenar în formă de dreptunghi apare inscripția INRI. Trupul este flancat spre exterior de către un rând de linii în zig-zag. | Muzeul Maramureșului, Sighetu Marmației | Cimec    |